# Dornbirn
Dornbirn (ⓘ, lokales Vorarlbergerisch: [ˈdo:rəˈbi:rə]) ist die bevölkerungsreichste Stadtgemeinde im österreichischen Bundesland Vorarlberg und zugleich Sitz der Bezirkshauptmannschaft Dornbirn. Die Stadt ist ein wirtschaftliches Zentrum im Norden des westlichsten Bundeslandes Österreichs und ein regionaler Verkehrsknotenpunkt. Mit ihren 52.108 Einwohnern (Stand 1. Jänner 2025) ist Dornbirn die zehntgrößte Stadt Österreichs und die größte ohne eigenes Statut.
Die Bedeutung der Stadt entwickelte sich erst relativ spät Ende des 19. Jahrhunderts mit dem Aufblühen der Textilindustrie, die Dornbirn rasch zur größten Gemeinde zwischen Alpenrhein und Arlberg machte. Seit dem Niedergang der lokalen Textilindustrie im letzten Viertel des 20. Jahrhunderts dominieren Handel, Gewerbe, Tourismus und einige mittelgroße Industriebetriebe die Wirtschaft der Stadt, die nach wie vor ein dominantes wirtschaftliches Zentrum und mit Abstand größter Arbeitsplatzstandort in Vorarlberg ist. Mit der in den 1990er Jahren hier etablierten Fachhochschule Vorarlberg ist Dornbirn außerdem der wichtigste Hochschulstandort des Landes und ein Zentrum für Wissenschaft und Bildung.

## Geografie

### Geografische Lage
Dornbirn liegt auf 437 Metern Höhe im Vorarlberger Rheintal am Fuße des Bregenzerwaldgebirges und damit am westlichen Rande der Ostalpen. Geografisch gehört Dornbirn zur Landschaft Vorderer Bregenzerwald, die Teil der österreichischen Voralpen ist. Der mit Abstand wichtigste Fluss ist die Dornbirner Ach, die das Ortsgebiet in zwei Hälften teilt und damit auch die Grenze einiger Stadtbezirke bildet. Das Tal der Dornbirner Ach, das Ebniter Tal, liegt fast zur Gänze im Gemeindegebiet von Dornbirn.

### Geologie

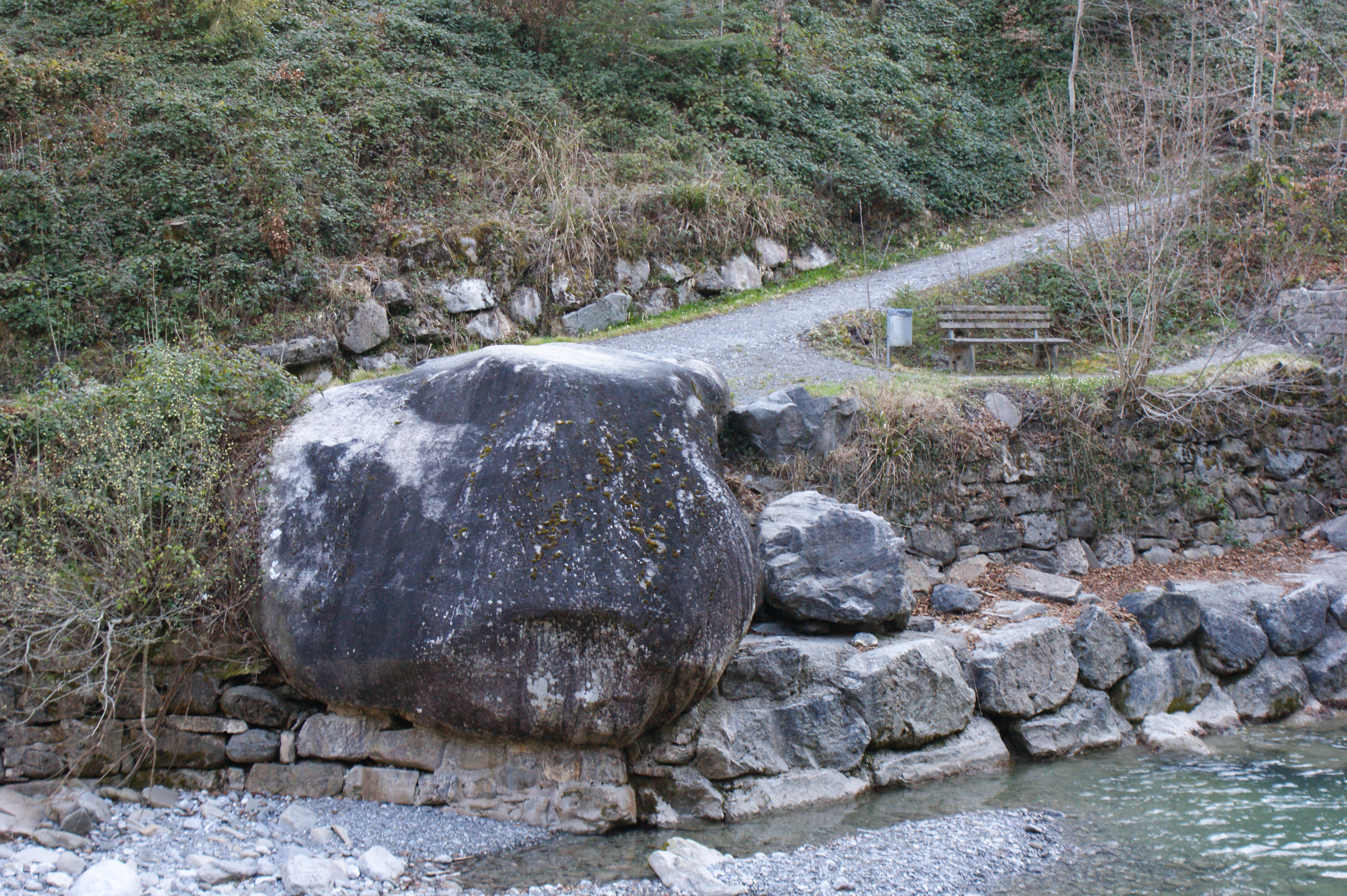
Findling Gütle

Der größte Teil des Dornbirner Siedlungsgebiets liegt direkt auf dem Sedimentfächer der Dornbirner Ach. Durch die Lage im Rheintal befindet sich die Gemeinde geologisch gesehen im so genannten Bodenseebecken, welches zum Teil tektonisch entstanden ist, andererseits aber durch Erosionen des nach der letzten Eiszeit zurückweichenden Rheingletschers gebildet wurde. Das Bodenseebecken bildet den Untergrund, auf dem sich die von der Dornbirner Ach angeschwemmten Sedimente ablagern konnten und somit den heutigen Untergrund Dornbirns bestimmen. Im Osten des Gemeindegebiets erheben sich die ersten Berge der Ostalpen, die hier zum größten Teil noch aus brüchigen Diluvialmassen bestehen.

### Seehöhe
Die allgemeine Seehöhe der Stadt Dornbirn wird mit 437 m ü. A. angegeben. Dies entspricht der Lage des steinernen Stadtwappens, das in der Mitte des Marktplatzes eingelassen ist. Den geografisch niedrigsten Punkt Dornbirns bildet das Flussbett der Dornbirner Ach wenige Meter vor der Einmündung des Vorarlberger Rheintal-Binnenkanals im äußersten Norden des Gemeindegebiets mit 399 m ü. A. Der höchste Punkt ist der Gipfel der Sünser Spitze mit 2061 m ü. A.

### Stadtgliederung
| Nr.                                              | Stadtbezirk  | Einwohner | Fläche in ha |  |
| 1.                                               | Markt        | 13.706    | 0837,18      |  |
| 2.                                               | Hatlerdorf   | 11.161    | 1.534,42     |  |
| 3.                                               | Oberdorf     | 05.000    | 5.175,33     |  |
| 4.                                               | Haselstauden | 05.409    | 0840,67      |  |
| 5.                                               | Rohrbach     | 07.755    | 0458,93      |  |
| 6.                                               | Schoren      | 05.638    | 1.083,88     |  |
| Einwohner Stand 2012, Flächen basieren auf Karte |              |           |              |  |

Dornbirn ist nicht aus ehemals eigenständigen Dörfern zusammengewachsen, sondern war immer eine einzige Gemeinde, deren Siedlungsgebiete allerdings sehr zerstreut waren und mit den heutigen Bezirken 1 bis 4 aus vier nicht zusammenhängenden Teilen bestanden. Diese „Viertel“ hießen damals noch Niederdorf, Hatlerdorf, Oberdorf und Stiglingen. Erst 1902 wurden diese vier Bezirke offiziell mit ihren heutigen Namen (Niederdorf wurde zum Bezirk Markt, aus Stiglingen wurde Haselstauden) zu Stadtbezirken erklärt. Heute gibt es ein zusammengewachsenes Stadtgebiet, das sich vor allem in der zweiten Hälfte des 20. Jahrhunderts auch westlich der Bahnlinie stark ausgebreitet hat. In diesen Gebieten entstanden so teilweise die Bezirke Rohrbach und Schoren, die erst 1994 zu eigenen Stadtbezirken wurden.

### Ortsteile
Die Bevölkerung der Stadt konzentriert sich hauptsächlich auf das Kerngebiet im äußersten Nordwesten des Gemeindegebiets. Jedoch finden sich besonders an den Berghängen im Osten der Stadt noch zahlreiche kleinere Orte, die als Bergparzellen bezeichnet werden. Zu diesen zählen unter anderem Watzenegg und Kehlegg, die besonders wegen ihrer Hanglage und des Blicks ins Rheintal hohe Grundstückspreise aufweisen. Außerdem gehören auch Winsau, Heilgereuthe und zahlreiche andere Häuseransammlungen im östlichen Berggebiet zur Stadt Dornbirn. Die herausragendste Parzelle Dornbirns ist das Walserdorf Ebnit, das ehemals eine eigenständige Gemeinde war und 1932 aufgrund finanzieller Probleme Teil der Stadt wurde. Das Ebnit ist zugleich auch das südlichste und östlichste ganzjährig bewohnte Gebiet Dornbirns und bildet damit das Zentrum des von Gebirge und Wald geprägten südöstlichen Gemeindegebiets.

### Nachbargemeinden

Das Gemeindegebiet Dornbirns in Vorarlberg mit allen Nachbargemeinden

Aufgrund der Größe des Gemeindegebiets von Dornbirn hat die Stadt zahlreiche Grenzen zu anderen Gemeinden. Von den 15 Nachbargemeinden Dornbirns gehören neun zum politischen Bezirk Bregenz (Lauterach, Wolfurt, Schwarzach, Bildstein, Alberschwende, Schwarzenberg, Reuthe, Mellau und Damüls) und vier zum Bezirk Feldkirch (Laterns, Zwischenwasser, Viktorsberg und Fraxern). Außerdem grenzen die beiden anderen Gemeinden des Bezirks Dornbirn (Hohenems und Lustenau) an das Gemeindegebiet der Stadt, welche die einzige Kommune im Bezirk ist, die keine Staatsgrenze als Gemeindegrenze hat. (Angabe der Gemeinden im Uhrzeigersinn, im Norden beginnend.)

### Flächenbilanz
| Name                 | Code  | Einwohner | Fläche in ha |  |
| Dornbirn             | 92001 | 50.126    | 9.930,41     |  |
| Ebnit I              | 92002 | 131       | 1.159,09     |  |
| Ebnit II             | 92003 | 0         | 1.003,50     |  |
| Einwohner Stand 2021 |       |           |              |  |

Das gesamte Dornbirner Gemeindegebiet erstreckt sich über eine Fläche von rund 121 Quadratkilometern (12.093 Hektar), die Fläche verteilt sich auf drei Katastralgemeinden.
Von dieser Gesamtfläche entfallen etwa 4.815 Hektar auf Waldgebiete und 5.723 Hektar auf Wiesen, Weiden und Alpen. Das Gemeindegebiet der Stadt Dornbirn macht etwa 70 % der Fläche des Bezirks Dornbirn (172,37 Quadratkilometer) aus. Dornbirn ist damit nach Gaschurn und St. Gallenkirch flächenmäßig die drittgrößte Gemeinde Vorarlbergs und macht 4,65 % der Gesamtfläche des Bundeslands aus.

### Berglandschaft
Durch ihre Lage am Rande der Ostalpen und des Bregenzerwaldgebirges kann die Stadt Dornbirn mehrere Bergspitzen über 1.500 resp. 2.000 Meter Höhe in ihrem Gemeindegebiet nennen. Die markantesten sind der 971 Meter hohe Karren, welcher durch eine Seilbahn erschlossen ist und als Hausberg Dornbirns gilt, sowie der Staufen (1465 m ü. A.). Außerdem sind bei Wanderern die 1.830 Meter hohe Mörzelspitze und der Hohe Freschen, der 2.004 Meter hoch ist, beliebt. Der höchste Berg im Gemeindegebiet ist die eher unscheinbare Sünser Spitze mit 2062 m ü. A. Die meisten Bergspitzen im Gemeindegebiet sind durch Wanderwege erreichbar. Bestimmt wird das Bergbild Dornbirns durch den sogenannten First, die Bergkette, zu der unter anderem die Mörzelspitze, der Hohe Freschen sowie die Sünser Spitze gehören und die an klaren Tagen noch von Friedrichshafen aus zu sehen ist.

### Flüsse und Gewässer

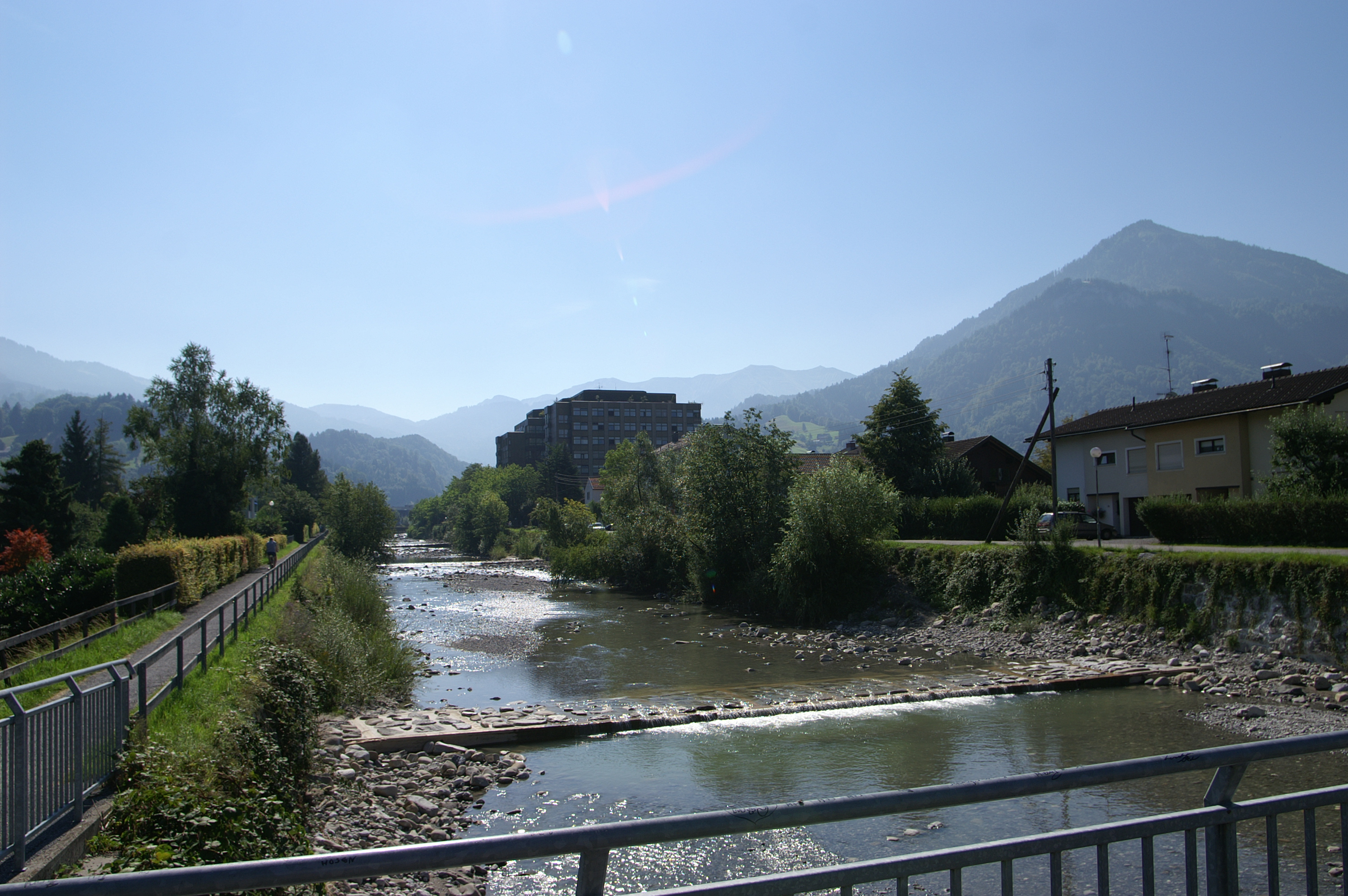
Die Dornbirner Ach im Stadtgebiet

Die Gewässerkarte des Gemeindegebiets wird von der Dornbirner Ach beherrscht, dem Hauptfluss Dornbirns. Die Ach ist einer der wichtigsten Entwässerungsflüsse im vorderen Bregenzerwald und zudem Abfluss für zahlreiche größere und kleinere Bäche in der Dornbirner Berglandschaft. Die zahllosen Flüsse und Bäche, die sich der Dornbirner Ach während ihres Verlaufs vom südlichsten bis zum nördlichsten Punkt des Gemeindegebiets anschließen, haben größtenteils keinen Namen. Der Fallbach ist der einzige Bach, der nicht direkt der Dornbirner Ach zufließt, sondern zuerst in den Rheintal-Binnenkanal fließt. Seen gibt es in Dornbirn nur wenige, zwei der bekanntesten sind der Sünser See und der Staufensee-Stausee. Zudem gibt es den Blauen See. In ihrem Verlauf durchfließt die Dornbirner Ach auch die Alploch- und die Rappenlochschlucht, zwei Jahrtausende alte Schluchten, die heute touristisch ausgebaut und begehbar sind.

### Klima
Das Klima in Dornbirn ist für österreichische Verhältnisse relativ mild, begünstigt durch die Lage im Rheintal und den Föhn. Die Durchschnittstemperatur im Gesamtjahresverlauf liegt bei 10 °C.
Der wärmste Monat ist der Juli mit durchschnittlich 19,3 °C, der kälteste der Jänner mit 0,4 °C. Dauerfrostperioden treten beinahe jährlich auf, extreme Tiefwerte sind dabei aber selten. Dornbirn liegt wie das gesamte Alpenrheintal an der Grenze der USDA-Klimazone 7b zu 8a und ist eine der wintermildesten Regionen Österreichs.
Der letzte Frost (Messzeitraum 1993–2019) tritt im Schnitt am 14. April auf, der erste am 6. November. Die frostfreie Periode beträgt im Mittel demnach 205 Tage. Zwischen Anfang Mai und Mitte Oktober fallen die Temperaturen nicht unter den Gefrierpunkt.
Im jährlichen Mittel werden 13 Eis- und 82 Frosttage verzeichnet. Demgegenüber stehen 52 Sommer- und 9 Hitzetage.
Die tiefste aufgezeichnete Temperatur seit Messbeginn 1993 liegt bei −17,9 °C, die bisher höchste bei 36,8 °C.
Bemerkenswert ist der für mitteleuropäische Verhältnisse ausgiebige Jahresniederschlag, der im langjährigen Schnitt bei etwas über 1.500 mm liegt und in Teilen des Gemeindegebiets auf deutlich über 2.000 mm ansteigt. Dadurch werden in allen Wintern geschlossene, teils beträchtliche Schneedecken registriert.
Die Sonne scheint im Winter im Mittel zwischen zwei und vier Stunden am Tag. Diese Zahl steigt bis zu den Sommermonaten Juni bis August auf über sieben Stunden an. Die durchschnittliche Sonnenscheindauer liegt bei knapp unter 1.800 Stunden im Jahr, was für die Verhältnisse in österreichischen Tälern relativ wenig ist.
|                        | Jan   | Feb   | Mär   | Apr  | Mai  | Jun  | Jul  | Aug  | Sep  | Okt  | Nov   | Dez   |   |       |
| Mittl. Temperatur (°C) | 0,4   | 1,3   | 5,2   | 9,7  | 14,9 | 18,2 | 19,3 | 18,6 | 14,1 | 9,9  | 4,6   | 1,3   | ⌀ | 9,8   |
| Mittl. Tagesmax. (°C)  | 4,2   | 5,8   | 10,8  | 15,7 | 20,1 | 23,3 | 24,9 | 24,0 | 19,7 | 14,8 | 8,5   | 4,8   | ⌀ | 14,8  |
| Rekordmaximum (°C)     | 17,9  | 19,7  | 23,2  | 30,0 | 31,5 | 34,6 | 36,8 | 36,1 | 31,0 | 27,9 | 25,2  | 20,6  | ᐃ | 36,8  |
| Mittl. Tagesmin. (°C)  | −2,4  | −2,1  | 1,1   | 4,6  | 9,3  | 12,7 | 14,2 | 14,0 | 10,2 | 6,6  | 1,7   | −1,4  | ⌀ | 5,7   |
| Rekordminimum (°C)     | −17,9 | −17,7 | −17,3 | −7,0 | 0,0  | 3,2  | 5,7  | 5,0  | 0,9  | −5,4 | −13,3 | −16,3 | ᐁ | −17,9 |
|                        |       |       |       |      |      |      |      |      |      |      |       |       |   |       |
| Niederschlag (mm)      | 71    | 69    | 93    | 103  | 164  | 188  | 187  | 192  | 148  | 106  | 95    | 95    | Σ | 1511  |
|                        |       |       |       |      |      |      |      |      |      |      |       |       |   |       |
| Sonnenstunden (h/d)    | 2,25  | 3,26  | 4,84  | 6,21 | 6,55 | 7,31 | 7,35 | 7,12 | 5,63 | 4,03 | 2,38  | 1,89  | ⌀ | 4,9   |

| −2,4 |

| −2,1 |

| 1,1 |

| 4,6 |

| 9,3 |

| 12,7 |

| 14,2 |

| 14,0 |

| 10,2 |

| 6,6 |

| 1,7 |

| −1,4 |

| −2,4 |

| −2,1 |

| 1,1 |

| 4,6 |

| 9,3 |

| 12,7 |

| 14,2 |

| 14,0 |

| 10,2 |

| 6,6 |

| 1,7 |

| −1,4 |

| N i e d e r s c h l a g | 71  | 69  | 93  | 103 | 164 | 188 | 187 | 192 | 148 | 106 | 95  | 95  |
|                         | Jan | Feb | Mär | Apr | Mai | Jun | Jul | Aug | Sep | Okt | Nov | Dez |

## Bevölkerung

### Bevölkerungsstruktur
Mit Stichtag 1. Jänner 2025 zählte Dornbirn eine Gesamtbevölkerung von 52.108 Menschen, das sind etwa 12 % der Einwohner Vorarlbergs.
Die Bevölkerung der Stadt teilt sich nahezu gleichmäßig in Männer und Frauen. Während bei der Volkszählung im Jahr 2001 20.730 Männer (49,0 %) gezählt wurden, kam der weibliche Teil der Bevölkerung auf 21.571 (51,0 %). In derselben Volkszählung wurde erhoben, dass 86,6 % der Einwohner Dornbirns die österreichische Staatsbürgerschaft besitzen. Zur römisch-katholischen Kirche bekannten sich 74,8 % der Dornbirner (in ganz Vorarlberg 78,03 %), weitere 2,6 % waren evangelischen Glaubensbekenntnisses (Vorarlberg 2,23 %), und 2,7 % gehörten einer christlich-orthodoxen Kirche an (Vorarlberg 2,61 %). Die Neuapostolische Kirche ist in Dornbirn mit einer Gemeinde vertreten. Die zweitgrößte Glaubensgruppe stellte jene des Islam dar. Im Jahr 2001 waren 9,9 % der Einwohner Dornbirns Muslime (Vorarlberg 8,36 %), nur 8 Bürger waren jüdischen Glaubens.
Die größte Altersgruppe stellten bei dieser Zählung mit 8,4 % die 35- bis 39-Jährigen. Dennoch ist der Altersdurchschnitt der Gesamtbevölkerung in Dornbirn leicht höher als der des Bundeslandes. 18,5 % (in ganz Vorarlberg 19,73 %) der Bevölkerung waren zum Erhebungszeitpunkt unter 15 Jahre alt, 63,3 % (Vorarlberg 63,16 %) waren zwischen 15 und 60 Jahren, und 18,2 % (Vorarlberg 17,29 %) waren über 60 Jahre alt. Rund 44,1 % der Dornbirner waren im Jahr 2001 ledig, weitere 7,0 % geschieden. Demgegenüber standen 43,4 % verheiratete Personen sowie 5,5 % Verwitwete.

### Migration und Integration
Dornbirn ist stark durch Einwanderung geprägt: Es ist die Stadt in Vorarlberg mit dem höchsten Ausländeranteil, was charakteristisch für den gesamten Bezirk ist. Im Jahr 2001 waren 1,7 % der in Dornbirn wohnhaften Menschen Bürger eines anderen EU-Staats und 11,7 % Bürger eines Landes außerhalb der EU (allerdings vor der EU-Osterweiterung).
Der mit Abstand größte Anteil an der ausländischen Bevölkerung ist wie in den meisten anderen Städten Vorarlbergs türkischstämmig. So gaben 3.484 Menschen als Umgangssprache Türkisch an, 4.206 Menschen bekannten sich zum muslimischen Glauben.
Demgegenüber stehen 35.411 Menschen, die als Muttersprache Deutsch sprechen, und 35.667 Menschen, die in Österreich geboren sind, sowie 39.812 österreichische Staatsbürger (im Jahr 2006). Dieser Umstand resultiert aus den großen Einwanderungswellen in den 1950er und 1960er Jahren, als mit dem erneuten Aufblühen der Textilindustrie immer mehr Arbeitskräfte aus der Türkei als Gastarbeiter angeworben wurden. Viele dieser ehemaligen Textilarbeiter leben heute mit ihren Familien in Vorarlberg, jüngere Generationen sind in Österreich geboren und in der westlichen Kultur aufgewachsen.
Aufgrund dessen wurde im Herbst 2001 von der Stadt Dornbirn ein Interkulturelles Leitbild in Auftrag gegeben, welches mit Hilfe des ethnologischen Seminars der Universität Basel sowie dem b.a.s.e. Büro für angewandte Sozialforschung und Entwicklung im November 2002 der Öffentlichkeit vorgestellt wurde.

## Geschichte

### Ur- und Frühgeschichte
Die frühesten Beweise für menschliche Anwesenheit auf heutigem Dornbirner Gemeindegebiet lassen sich in die mittlere Steinzeit (8000 bis 3000 v. Chr.) datieren. Hierzu zählt ein 1971 unter der Achmühler Brücke gefundener scheibenförmiger Keulenkopf aus grün-schwarzem Quarzit. Erste Funde auf heute noch bewohntem Stadtgebiet ließen sich der Bronzezeit (3000 bis 1800 v. Chr.) zuordnen. Hinweise auf eine römische Anwesenheit im Dornbirner Stadtgebiet liefern Münzen des 2. Jahrhunderts von der Rosenstraße und eine Fibel aus dem 1. Jahrhundert, gefunden im Flur Köblern. Den ersten Hinweis auf eine Siedlung auf dem Gebiet des heutigen Dornbirn liefert ein alamannisches Skelettgrab mit Sax und Messer als Beigaben aus dem 6. und dem 7. Jahrhundert. Dies lässt auf eine Ansiedlung im Bereich des heutigen Bezirks Hatlerdorf schließen.

### Mittelalter
Erstmals wird die Siedlung Torrinpuirron – übersetzt etwa „Die Höfe des Torro“ – in einem Aktenvermerk einer am 15. Oktober 895 ausgestellten St. Gallischen Urkunde erwähnt. Das Kloster St. Gallen besaß demnach auch in den darauf folgenden Jahrzehnten die Landesherrschaft über das Gebiet. Im fränkischen Reich befand sich die junge Siedlung im Reichsgau Ringowe und damit im Einflussbereich der Grafen von Bregenz.
In den darauf folgenden Jahrzehnten wechselte der Besitz erst an die Bregenzer Linie der Grafen von Montfort, anschließend an deren Feldkircher Linie. Schließlich wurden diese dem Habsburgerreich einverleibt, womit Dornbirn im Jahr 1380 österreichisch wurde. 1391 erfolgte eine urkundliche Erwähnung als Veste Dorrenburren, womit wohl der Oberdorfer Turm gemeint war. In unmittelbarer Nähe des Standorts des heute nicht mehr existierenden Oberdorfer Turms befindet sich das Schlossguggerhaus, das mit seinem ungefähren Baudatum um 1294 das älteste noch erhaltene Gebäude Dornbirns ist.
Ende des 14. Jahrhunderts gelang es den Emser Grafen, einige wichtige Grundstücke auf Dornbirner Gemeindegebiet zu erwerben. Bereits in der Mitte des 15. Jahrhunderts befanden sich große Teile Dornbirns in Emser Hand (1575 bis 1759).

### Neuzeit

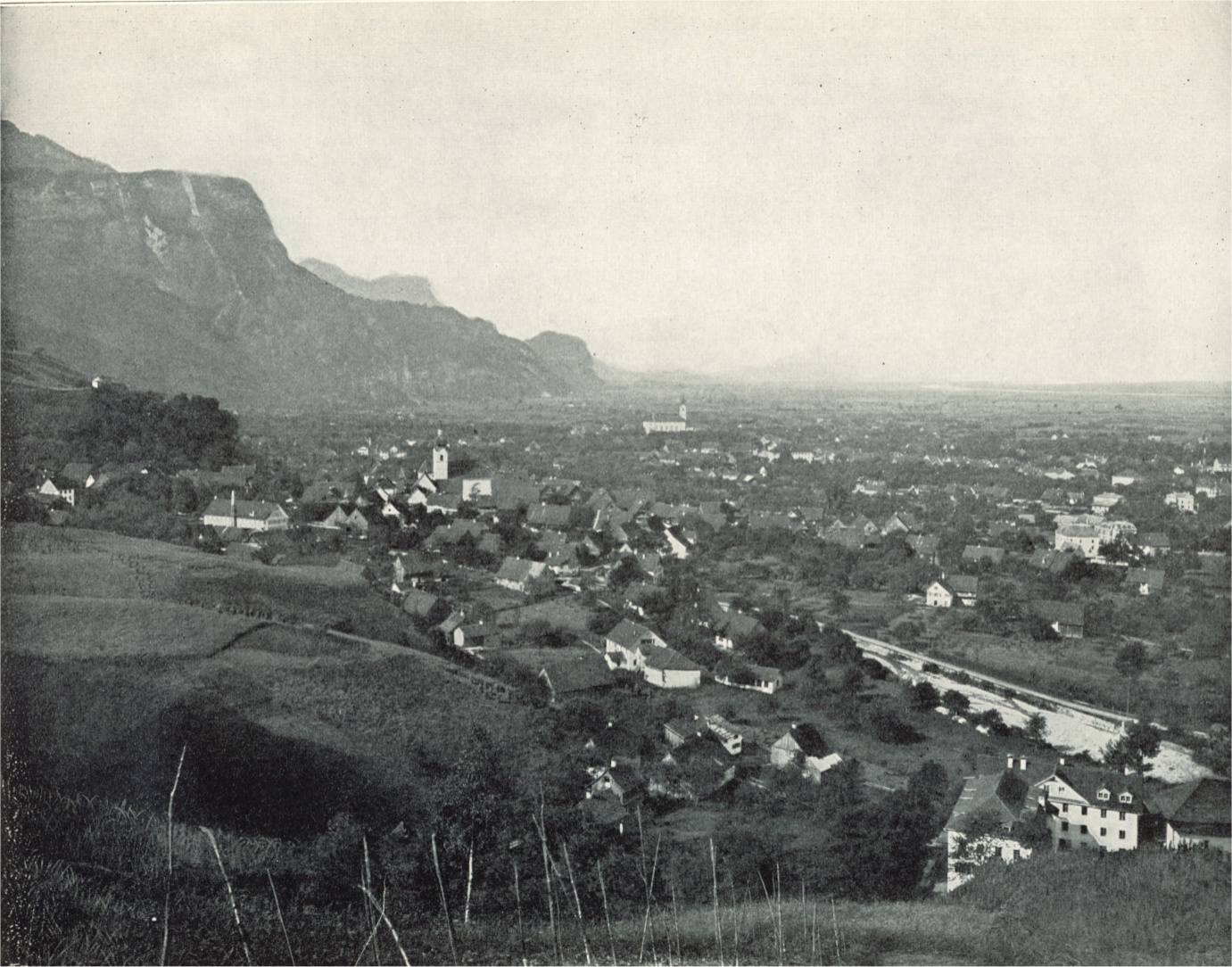
Dornbirn um das Jahr 1890

Im Jahr 1654 verkaufte Erzherzog Ferdinand Karl das Gericht zu Dornbirn an die Emser Grafen. Dagegen leistete die Dornbirner Bevölkerung erbitterten Widerstand und verweigerte sogar die Huldigung des neuen Landesherrn. Mithilfe der Landesstände gelang es den Dornbirnern, 4.000 Gulden für den Rückkauf der Gerichtsbarkeit aufzubringen, woraufhin der Erzherzog den Verkauf zurücknahm und Dornbirn für seine Treue zum Hause Habsburg mit dem heute noch gebräuchlichen Gerichtswappen belohnte (siehe Absatz Wappen). Im Jahr 1771 gelang es der Bevölkerung schließlich aufgrund der hohen Verschuldung der Emser, auch sämtlichen Grund und Boden, den diese in Dornbirn besaßen, zu kaufen. Dieses bedeutende Ereignis in der Geschichte der Stadt wird heute als Loskauf von Ems bezeichnet. 1793 wurde Dornbirn zur Marktgemeinde erhoben, fiel 1805 infolge des Friedensvertrages von Pressburg an den Illerkreis mit Kempten als Hauptstadt an Bayern und kam 1814 wieder zu Österreich zurück. Das Ende des 18. und der Beginn des 19. Jahrhunderts brachten einen regen Aufschwung der Wirtschaft mit sich, insbesondere auch durch den Bau der Eisenbahnlinie. Am 10. August 1881 hatte Kaiser Franz Joseph I. bei einem Besuch in Dornbirn in der Textilfabrik F.M. Hämmerle die erste Außerhaus-Telefonanlage der Österreich-Ungarischen Monarchie in Betrieb genommen.

### 20. und 21. Jahrhundert

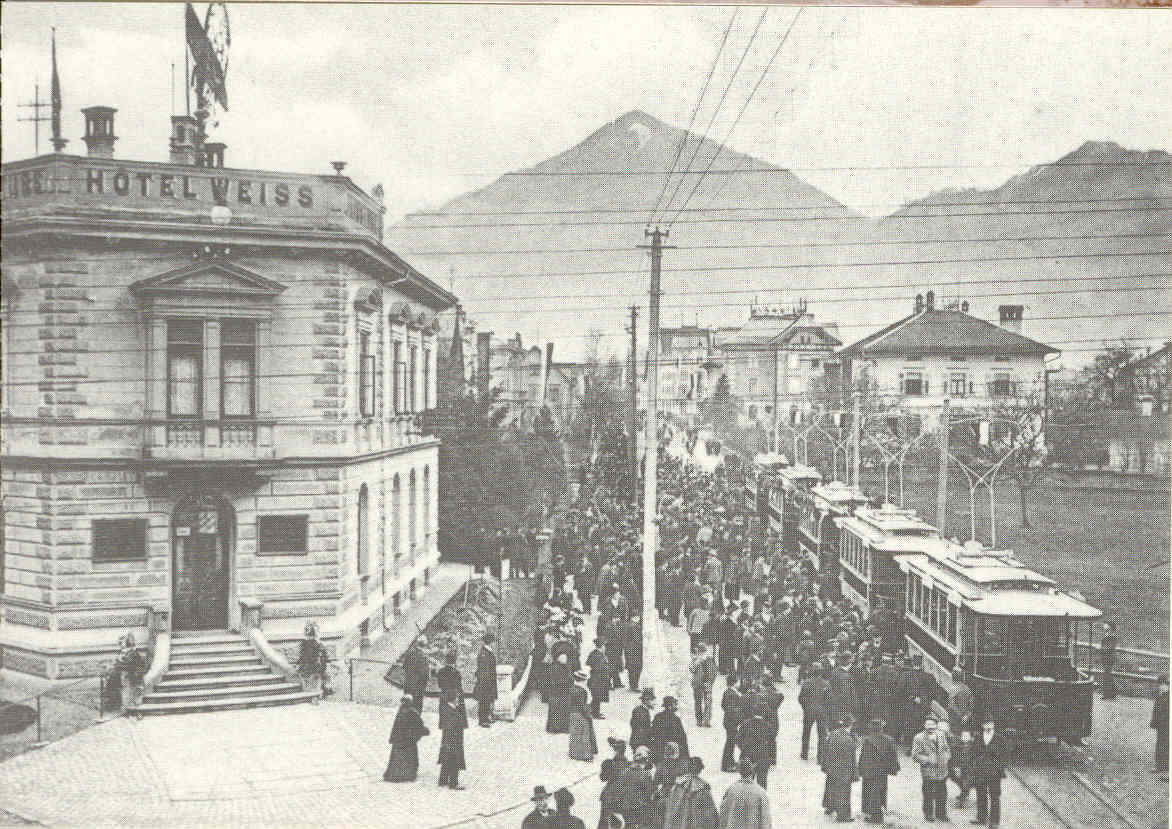
Eröffnung der Straßenbahn EBDL am 30. November 1902

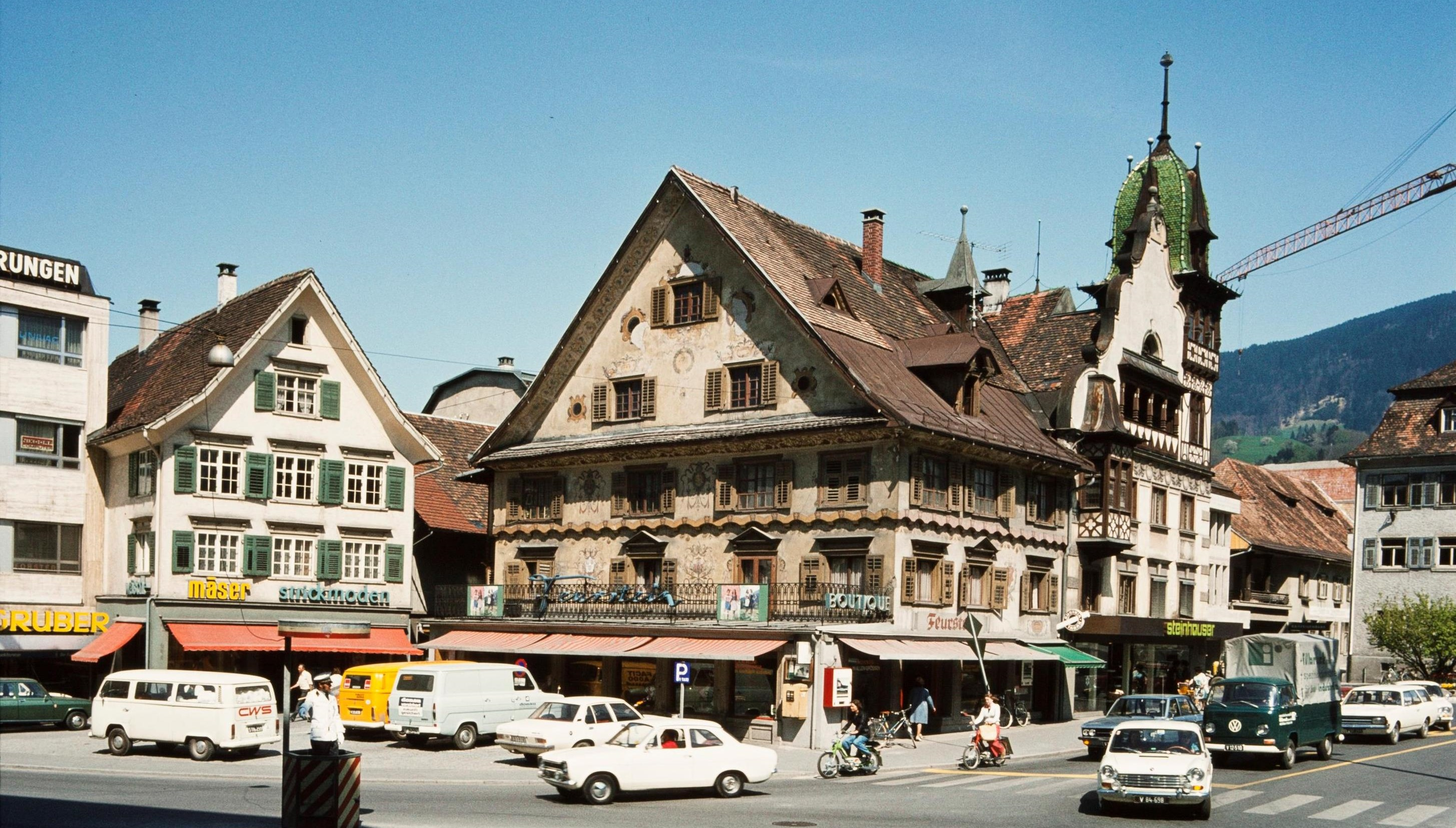
Dornbirner Marktplatz (1975)

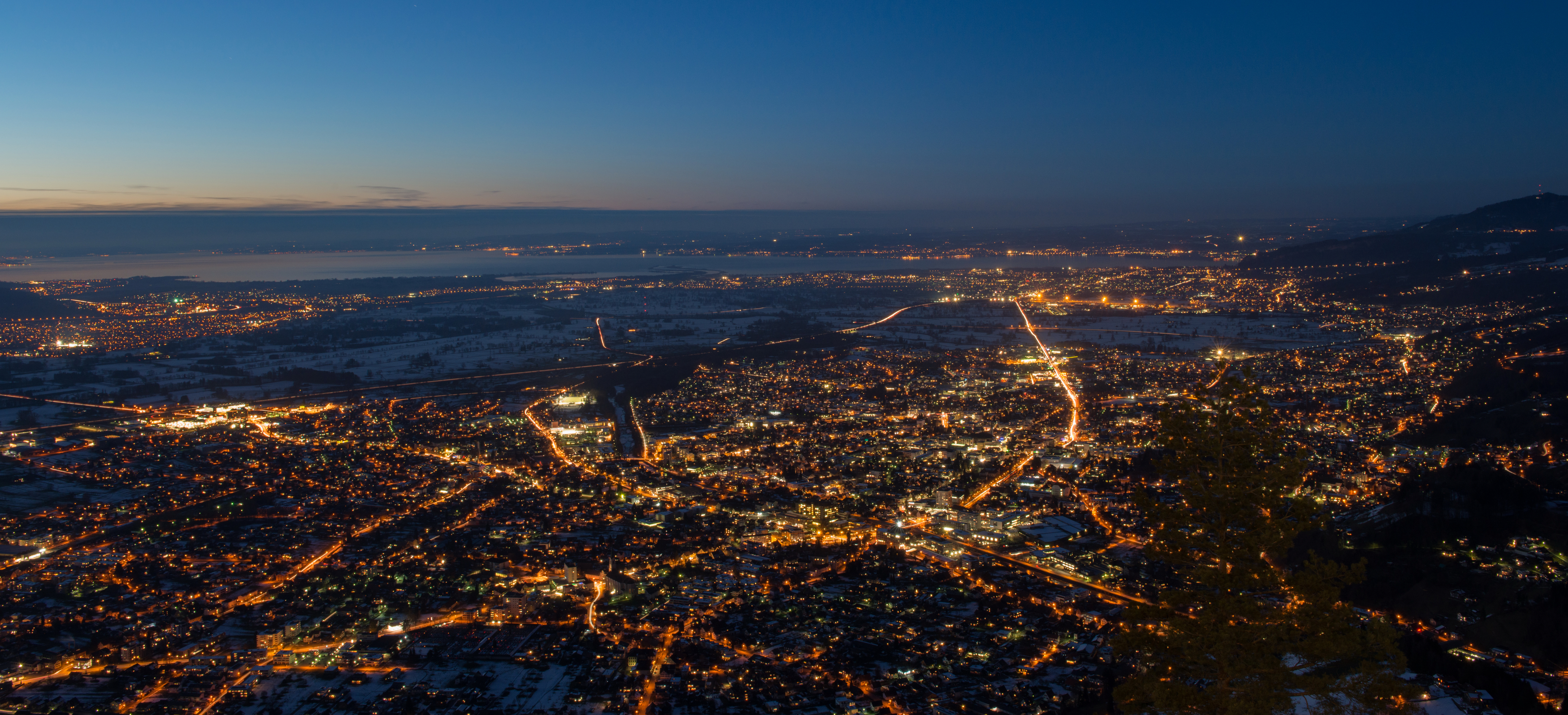
Dornbirn bei Nacht (Februar 2015)

Mit Beschluss vom 21. November 1901 wurde Dornbirn von Kaiser Franz Joseph I. zur Stadt erhoben, was in den folgenden Tagen vor Ort ausgiebig gefeiert wurde. Damit war Dornbirn die vierte Stadt des Bundeslands Vorarlberg geworden (82 Jahre später stieß Hohenems als fünfte und bislang letzte Stadt hinzu). Ein Jahr später wurde außerdem die Elektrische Bahn Dornbirn–Lustenau (EBDL), eine Straßenbahn zwischen den beiden Gemeinden, eingeweiht. Diese elf Kilometer lange Straßenbahnlinie war bis 1938 in Betrieb, ehe sie aus wirtschaftlichen Gründen eingestellt wurde.
Im Ersten Weltkrieg (1914–1918) kamen 596 Einwohner der jungen Stadt als Soldaten ums Leben. In der Zwischenkriegszeit blieb Dornbirn von jeglichen Bürgerkriegsunruhen verschont, da sich ein Großteil der Dornbirner Bevölkerung zum austrofaschistischen Ständestaat bekannte. Im Jahr 1932 wurde die durch den Bau der Ebniterstraße hoch verschuldete eigenständige Gemeinde Ebnit in der Stadt Dornbirn eingemeindet.
Bereits vor dem Anschluss ans Deutsche Reich 1938 galt Dornbirn als „braunes Nest“ in Vorarlberg und Hochburg der Nationalsozialisten. Es war auch Schauplatz der wenigen aufsehenerregenden Sprengstoffanschläge der zu diesem Zeitpunkt noch illegal agierenden Nationalsozialisten in Vorarlberg.
Am 12. März 1938 marschierten nach der Abdankung von Kanzler Kurt Schuschnigg tags zuvor auch in Dornbirn Truppen der deutschen Wehrmacht ein und vollzogen den „Anschluss Österreichs“. Der Dornbirner Anton Plankensteiner wurde zum neuen Kreisleiter ernannt, und Landeshauptmann Ernst Winsauer wurde seines Amtes enthoben. Bereits im Frühjahr 1939 wurde Dornbirn zur ersten „judenfreien Stadt“ Vorarlbergs erklärt, nachdem die einzige jüdische Familie der Stadt – der Kaufmann Edmund Turteltaub mit seiner Frau Gertrude und den beiden Kindern Hans und Walter – aus der Stadt vertrieben worden waren. Die Turteltaubs wurden nach einer gescheiterten Flucht nach Italien schließlich 1944 im Vernichtungslager Auschwitz ermordet. Auf dem 1993 von der Stadt errichteten Gedenkstein für die Opfer des Nationalsozialismus befinden sich neben den Namen der Familienmitglieder der Familie Turteltaub die Namen von elf weiteren Dornbirner Opfern während der Zeit der nationalsozialistischen Gewaltherrschaft. Dornbirn war während der Zeit des Nationalsozialismus neben Bregenz und Bludenz eine der drei Vorarlberger Kreisstädte im „Reichsgau Tirol-Vorarlberg“.
Während des Zweiten Weltkriegs leisteten aus Dornbirn insgesamt 5.789 Männer Kriegsdienst, davon starben 709. Andere Quellen sprechen von 837 oder mehr als 1.000 Gefallenen und Vermissten, was etwa 5,8 % der Wohnbevölkerung von 1939 entsprechen würde.
Am 2. Mai 1945 wurde die Stadt von der 1. französischen Armee nahezu kampflos eingenommen. Um 21:30 Uhr wurden vom Rundfunksender in Dornbirn aus die historischen Worte: „Hier spricht der österreichische Rundfunk, Sender Vorarlberg in Dornbirn. Wir beginnen als erste österreichische Sendestation den Dienst.“ gesendet. Im besetzten Nachkriegsösterreich gehörte Dornbirn in der Folge bis zum Ende der Besatzungszeit 1955 wie ganz Vorarlberg zur französischen Zone.
Der nach der Befreiung Österreichs folgende wirtschaftliche Aufschwung in Vorarlberg wurde durch die erste Musterschau in Dornbirn (später Dornbirner Messe) im Jahr 1949 deutlich. 1969 wurde Dornbirn zum Sitz der Bezirkshauptmannschaft des neu geschaffenen und vom Bezirk Feldkirch abgespaltenen Bezirks Dornbirn. Den durch den Niedergang der lokalen Textilindustrie seit den 1970er Jahren auftretenden regionalen Strukturwandel konnte die Stadt erfolgreich hinter sich bringen. Aufgrund des Baus einer neuen Stadtstraße 1987 wurde im darauf folgenden Jahr die Stadtmitte Dornbirns als Fußgängerzone eingerichtet. 1991 wurde als zukunftsweisendes Projekt für den öffentlichen Personennahverkehr der erste Stadtbus Vorarlbergs in Dornbirn eingerichtet. Der Dornbirner Stadtbus entwickelte sich rasch zum Pilotprojekt für viele weitere Städte und Gemeinden. Mit der Fachhochschule Vorarlberg wurde im Jahr 1994 die erste Hochschule mit Universitätscharakter im Bundesland gegründet und in Dornbirn angesiedelt.
Im Jahr 2001 feierte die Stadt das 100-jährige Jubiläum ihrer Stadterhebung. Im Jahr 2007 gastierte die 13. Weltgymnaestrada, eine Sportgroßveranstaltung mit ca. 22.000 Teilnehmern, in Dornbirn. Zur Verbesserung der Verkehrsinfrastruktur wurde in den Jahren 2008 und 2009 die Stadtstraße, die Hauptverkehrsader im innerstädtischen Bereich, grundlegend saniert und erneuert, wobei im Bereich zwischen Kulturhaus und Rathaus direkt unter der Straße eine neue innerstädtische Tiefgarage errichtet wurde. 2019 fand die Weltgymnaestrada mit mehr als 19.000 Teilnehmern erneut in Dornbirn statt. Am 5. Februar 2020 wurde offiziell bekannt gegeben, dass die Stadt erstmals mehr als 50.000 Einwohnerinnen und Einwohner hatte.

## Kultur und Sehenswürdigkeiten
Mehrere kulturelle Veranstaltungsorte finden sich in der Messestadt Dornbirn. So bietet das Kulturhaus Dornbirn immer wieder Platz für diverse Theater- und Kabarettvorstellungen, wie auch für andere Anlässe. Über die regionalen Grenzen hinaus bekannt ist zudem der Spielboden, eine Bühne für Vorarlberger Künstler, sowie das Conrad Sohm.
Klassische Konzerte veranstaltet „Dornbirn Klassik“ das ganze Jahr hindurch.
Dornbirn verfügt als relativ junge Stadt (Stadterhebung erst 1901) nur über wenige Wahrzeichen oder touristische Ziele. Das Gemeindegebiet Dornbirns bietet gerade im Naturbereich eine Vielzahl sehenswerter Begebenheiten.
Im Februar 2018 gab die Stadt Dornbirn bekannt, sich als Bannerstadt gemeinsam mit den Städten Feldkirch, Hohenems und der Region Bregenzerwald um den Titel „Kulturhauptstadt Europas“ 2024 zu bewerben. Ursprünglich wollte die Stadt Bregenz als Bannerstadt dieser Bewerbungsgemeinschaft ins Rennen gehen, zog sich aber Ende 2017 aus der Bewerbung zurück. Die Verantwortlichen einigten sich daraufhin auf Dornbirn als Bannerstadt. Im Vorfeld der offiziellen Bewerbung fanden zahlreiche Dialog- und Denkwerkstätten in mehreren Gemeinden und Städten in ganz Vorarlberg statt. Der Bewerbungsprozess wurde von Kulturmanagerin Bettina Steindl geleitet. Für die Bewerbung wurde 2018 das Bewerbungsbüro „Kultur Perspektiven 2024“ gegründet, das nach Einreichen der offiziellen Bewerbung in „Dornbirn plus Feldkirch Hohenems Bregenzerwald“ – kurz „Dornbirn plus“ umbenannt wurde. Am 31. Jänner wurde von einer zwölfköpfigen Jury verkündet, dass Dornbirn einen Platz auf der sogenannten Shortlist bekommen hatte und somit im Auswahlverfahren eine Runde weitergekommen war. Dies galt auch für die beiden anderen Bewerber aus Österreich, St. Pölten und Bad Ischl. Letztlich konnte sich aber in der Juryentscheidung im November 2019 Bad Ischl gegen St. Pölten und Dornbirn durchsetzen und wurde somit Kulturhauptstadt 2024.

### Museen

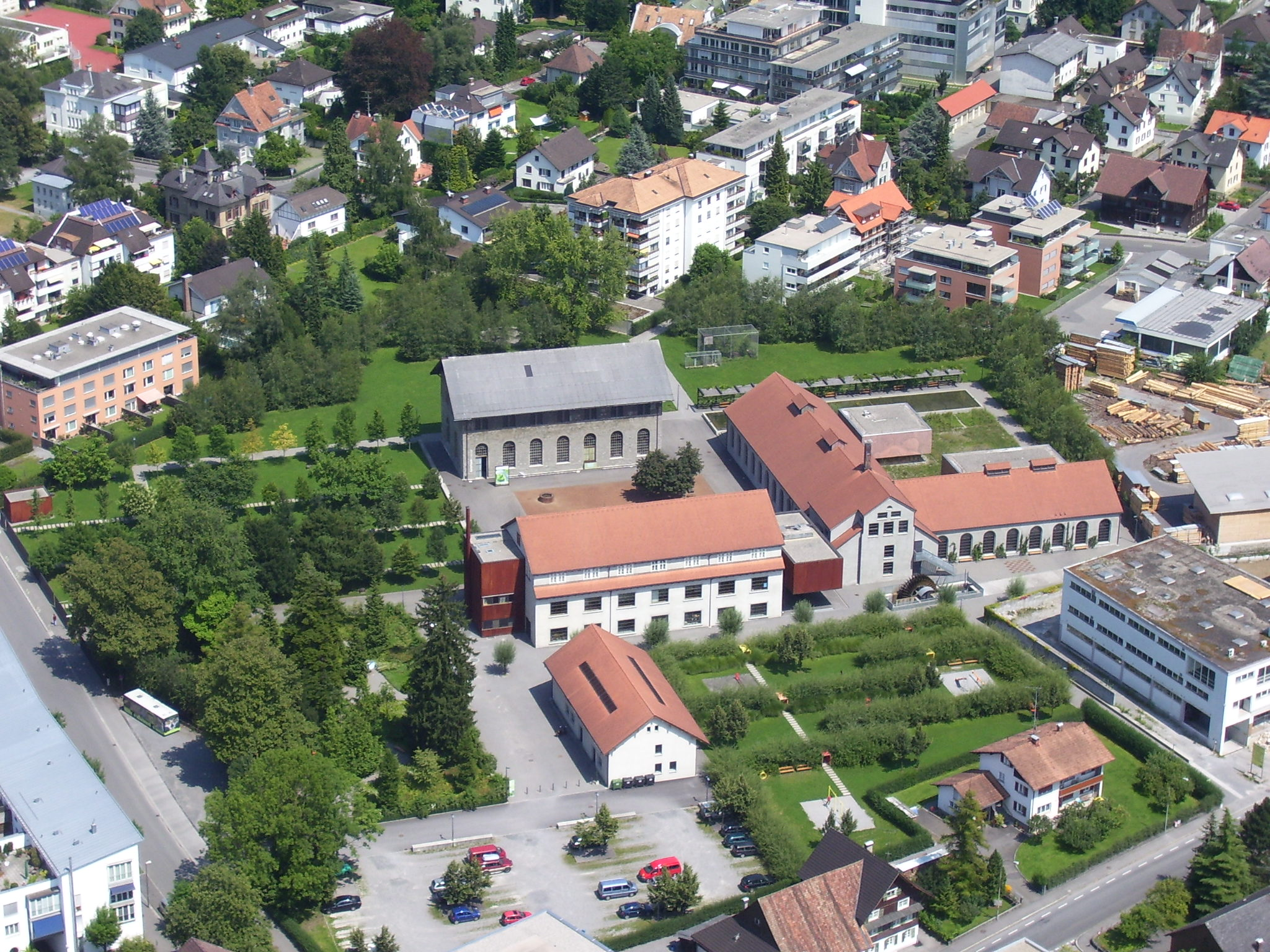
Die Inatura von oben betrachtet

Zu den städtischen Einrichtungen, dem 1997 eröffneten Stadtmuseum Dornbirn mit seinen Sonderausstellungen zur Geschichte Dornbirns, kommt seit dem Jahr 2003 die inatura Erlebnis Naturschau Dornbirn, ein über die regionalen Grenzen hinaus bekanntes naturkundliches und naturgeschichtliches, interaktives Museum auf dem ehemaligen Werksgelände der Rüsch-Werke inmitten des neuen Stadtparks.
Im umgebauten Gebäude der ehemaligen Vorarlberger Naturschau eröffnete im Juli 2009 das FLATZ Museum. Zuerst dem in München lebenden Bildhauer Wolfgang Flatz gewidmet, der in Dornbirn geboren wurde, ist es heute ein Zentrum für Photographie und zeigt wechselnde Photographie-Ausstellungen von nationalen sowie internationalen Künstlern. Im selben Gebäude ist auch das Vorarlberger Architektur Institut, in dem jedes Jahr mehrere Ausstellungen aus dem Bereich der Baukultur gezeigt werden.
Weitere Dornbirner Museen sind:
- Kunstraum Dornbirn,
- Krippenmuseum Dornbirn

### Architektur
Das junge Stadtbild Dornbirns ist vor allem geprägt von den Baustilen des 19. und 20. Jahrhunderts. In der zweiten Hälfte des 20. Jahrhunderts machte die hiesige Architekturszene unter dem Begriff Neue Vorarlberger Bauschule international auf sich aufmerksam, zu deren Vertretern unter anderem die Cooperative Dornbirn – später Baumschlager & Eberle, Dietrich/Untertrifaller und Oskar Leo Kaufmann gehören. In und um Dornbirn herum entstanden vor allem seit den 1980er Jahren viele Bauten, die unter diesem Label europaweit Beachtung in der Fachwelt fanden, z. B. das Hotel Martinspark (1995).
Auch sind ältere Bauwerke Dornbirns architektonisch interessant. Diese befinden sich zum einen direkt am Marktplatz, mit dem Wahrzeichen Dornbirns, dem „Roten Haus“ sowie der St. Martins-Kirche.
Historische Bauten

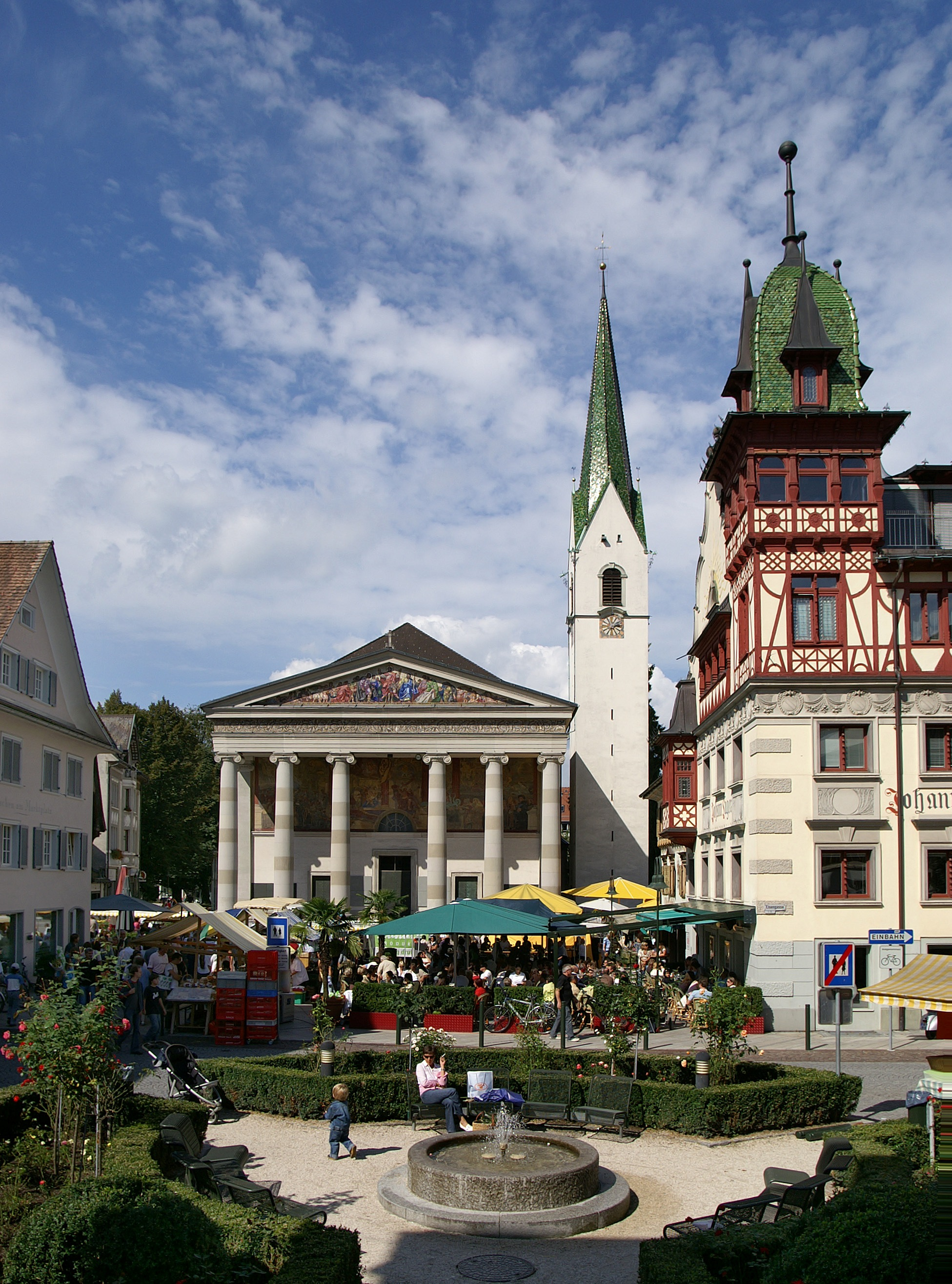
Der Dornbirner Marktplatz mit der Stadtpfarrkirche und dem Lugerhaus rechts.

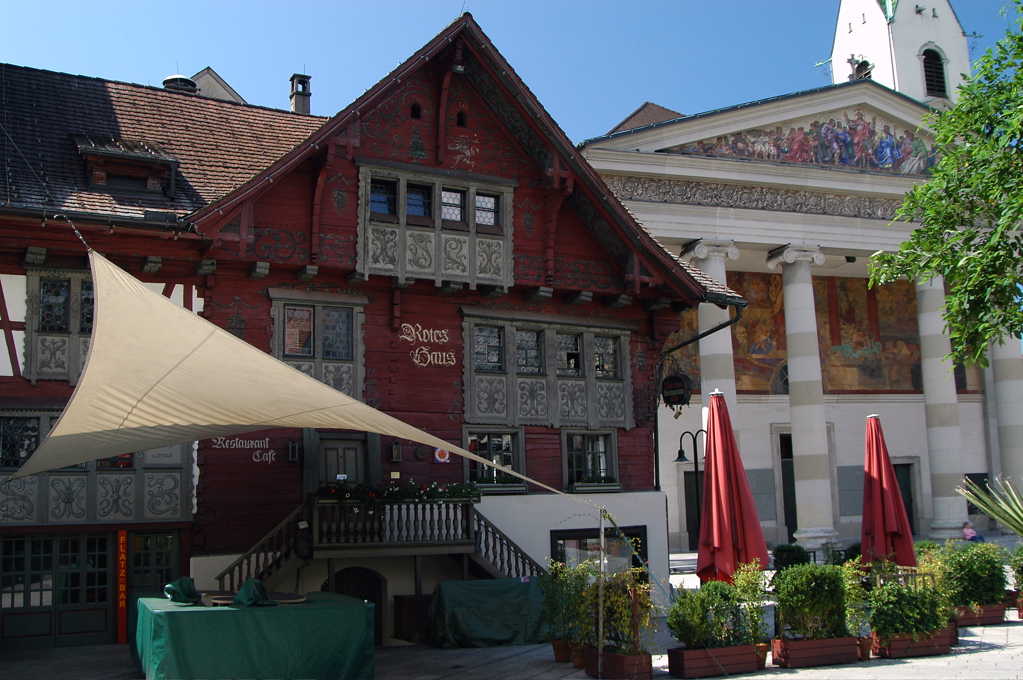
Das Wahrzeichen Dornbirns, das „Rote Haus“.

- Stadtpfarrkirche St. Martin (1839–1840)
Diese Kirche wird im Volksmund auch Dorfer- oder Markterkirche genannt. Die St. Martins-Kirche wird 1130 erstmals erwähnt. Die Kirche in ihrer heutigen Form stellt mindestens den fünften Bau an nahezu derselben Stelle dar. Der aktuell bestehende Kirchenbau wurde von Staatsbaumeister Martin Ritter von Kink in den Jahren 1839 bis 1840 erbaut und stellt einen Verschnitt aus Klassizismus und Historizismus dar. Der heimische Künstler Josef Huber schuf 1923 an der Eingangswand das Fresko „Die vier letzten Dinge“ und im Jahr darauf das Mosaik „Einzug in Jerusalem“ im flachen Giebel. Es ist ein Bau mit Rundapsis und frei stehendem Ostturm mit Giebelspitzhelm.
- Rotes Haus (1639)
An der Stelle des ehemaligen Dornbirner Pfarrhofs erbauten im Jahr 1639 Michael Danner und Verena Rhomberg den Gasthof Zum Engel. Im Jahr 1954/1955 ließ es der Nachfahre der Erbauer, August Rhomberg vom Architekten Franz Hoffenscher renovieren.[21]
- Weitere Rheintalhäuser wie das Loackerhaus, das Haus an der Klostergasse 1, die Häuser im historischen Zentrum von Hatlerdorf oder auf dem Häfenberg.
- Adolf-Rhomberg-Haus: stattliches spätbarockes Bürgerhaus (1799), das 1900 mit Jugendstilelementen umgebaut wurde
- Johann-Luger-Haus (1901–1902)
An diesem Umbau der späteren Jugendstilarchitekten zeigt sich, wie eng Jugendstil und Nationalromantik in Vorarlberg verbunden waren.
- Arbeiter-Reihenhäuser (1907)
Diese Bauten in der Bündtlittenstraße vom Bregenzer Baumeister Otto Mallaun sind ein besonderes Beispiel der Übernahme und lokalen Anwendung eines englischen Reihenhausvorbildes. Da jeweils zwei Wohnungen übereinander liegen, handelt es sich um keine echten Reihenhäuser, sondern um Mietshäuser in Reihenhausform.
- Schlossguggerhaus: mit seinem ungefähren Baudatum um 1294 das älteste noch erhaltene Gebäude Dornbirns.

Moderne Architektur
- Kirche Maria, Königin des Friedens in Watzenegg (1985–1986)
Dieser Bau von Wolfgang Ritsch, Siegfried Wäger und Rudolf Wäger kann als Prototyp der Vorarlberger Holzbauweise der 1980er Jahre angesehen werden.
- Panoramahaus
Bei diesem 2005 fertiggestellten Bau des Architekten Bernhard Bügelmayer wird der elliptische Baukörper von einer gebogenen Glasfassade umhüllt. Damit wird den Gästen des Home of Balance und des Four Points by Sheraton die Panoramasituation über die Landschaft vom Bodensee, über die Dornbirner Hausberge, die Stadt Dornbirn, über das Rheintal bis hin zu den Schweizer Felsmassiven als Raumerlebnis geboten.

### Natur

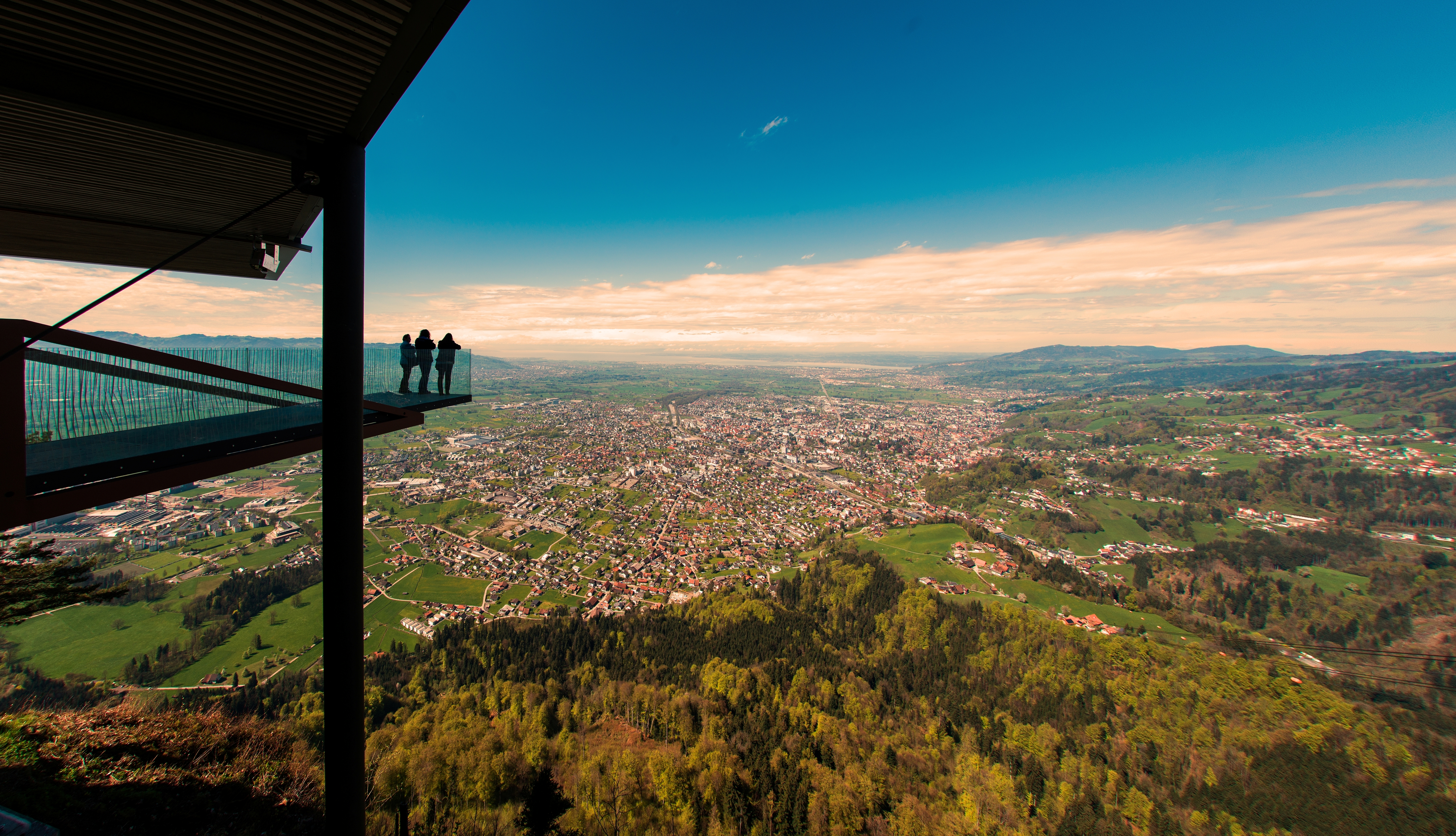
Blick von der „Karren-Kante“ am Karren über Dornbirn

Der 976 Meter hohe Karren, südöstlich der Stadt gelegen, ist eigentlich nur ein Nebengipfel am Nordhang des fast 500 Meter höheren Staufen, aber durch die leichte Erreichbarkeit gilt er als der Hausberg von Dornbirn. Auf ihn führt die Karrenseilbahn, eine Luftseilbahn, die einen Höhenunterschied von rund 520 Metern überwindet. Am bewaldeten Gipfel befinden sich ein Panoramarestaurant und die „Karren-Kante“, eine 12 Meter über die Felskante hinausragende Panorama-Aussichtsplattform. Von der Bergstation aus kann man den Gipfel des Staufen besteigen oder entlang einem Waldlehrpfad zum Staufensee absteigen.
Im Gemeindegebiet der Stadt befinden sich zahlreiche weitere Berge, die dank des Vorarlberger Wanderwegsystems leicht begehbar sind. Die bekanntesten sind der bereits genannte Staufen, die Mörzelspitze und der markanteste Berg im Gemeindegebiet, der Hohe Freschen. Der höchste Berg ist die Sünser Spitze.
Die Rappenlochschlucht mit Staufensee und Alploch ist ein beliebtes Ausflugsziel südöstlich von Dornbirn. Die beiden Schluchten werden von der Dornbirner Ach durchflossen und zählen zu den größten Schluchten in den Ostalpen. Die beiden Klammen sind seit 1890 begehbar. Im kleinen Becken dazwischen liegt der Staufensee, der in demselben Jahr als Wasserreservoire für das Elektrizitätswerk einer Spinnerei im Ortsteil Gütle (Stadtbezirk Oberdorf) angelegt wurde.

## Sport und Freizeit

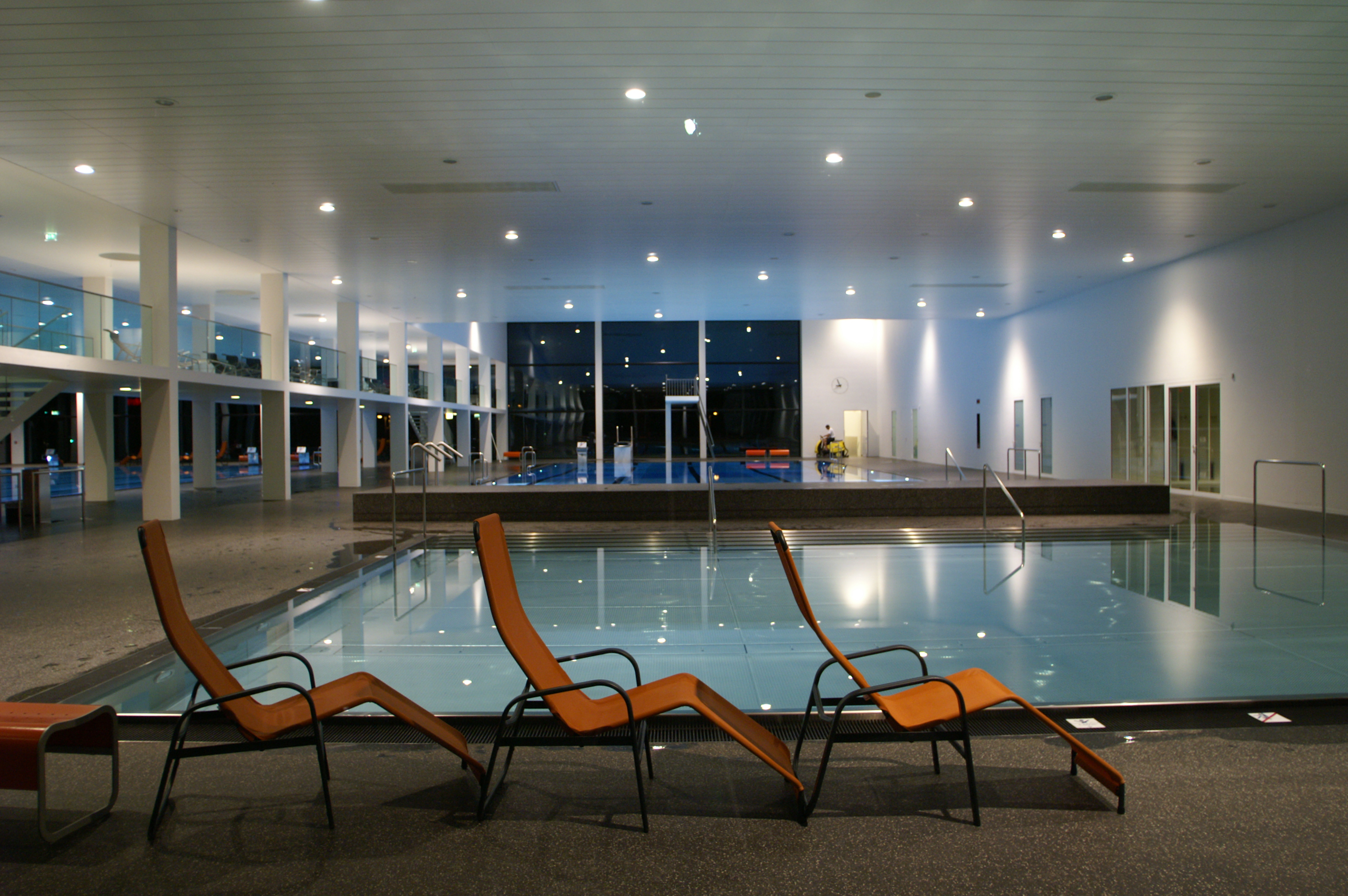
Stadtbad Dornbirn

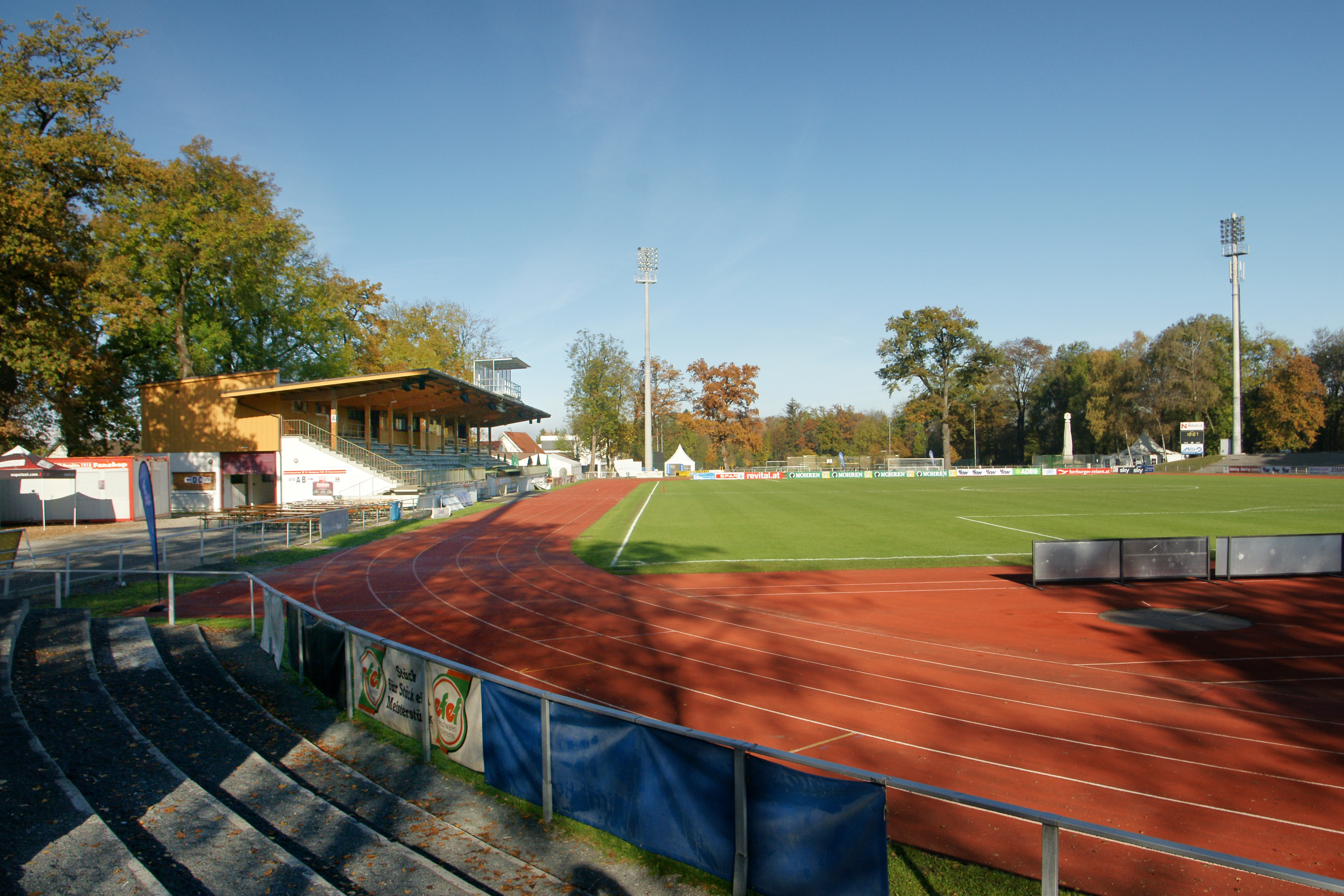
Das Stadion Birkenwiese, Heimspielstätte des FC Dornbirn 1913

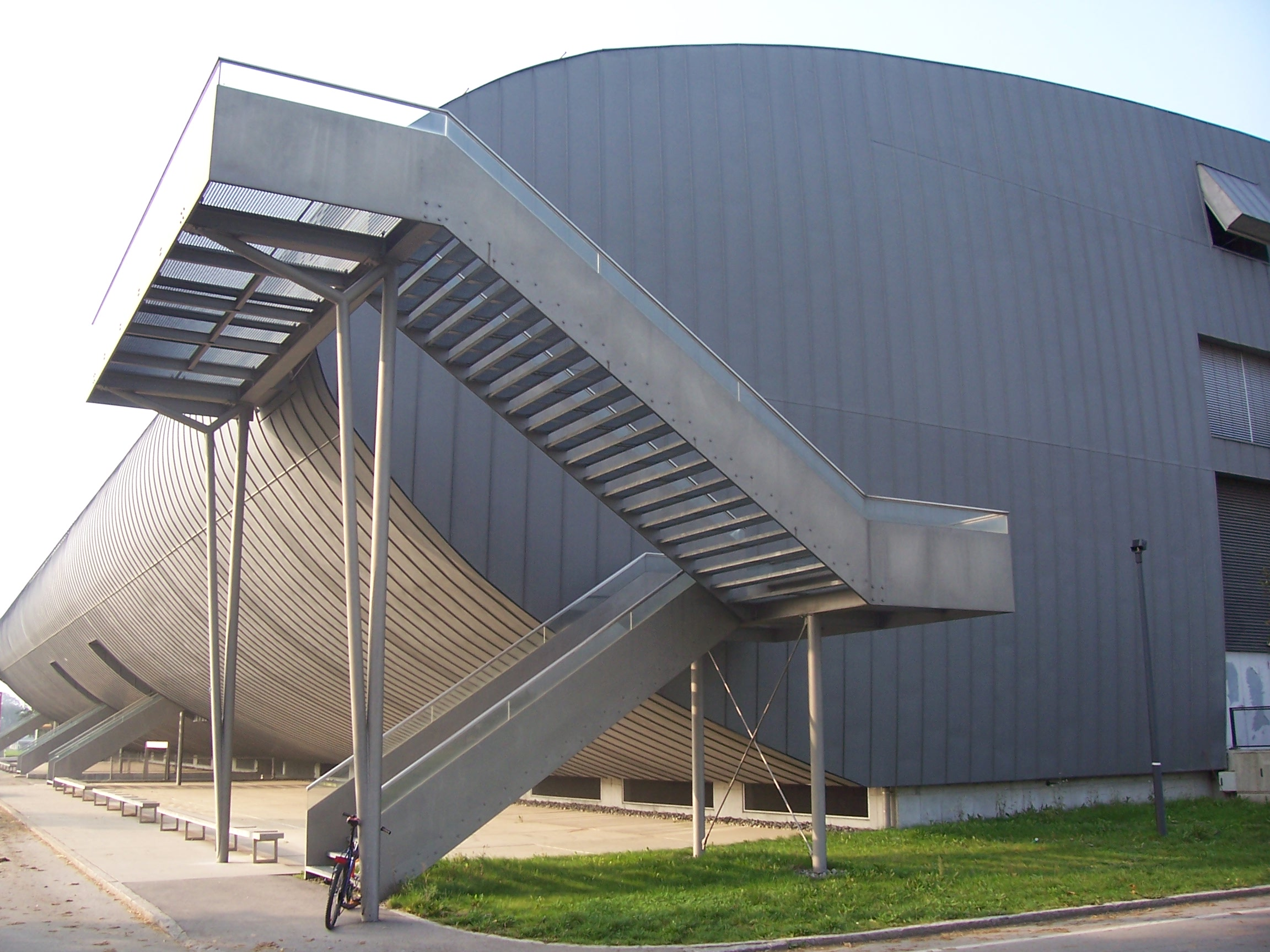
Das Messestadion im Gelände der Dornbirner Messe

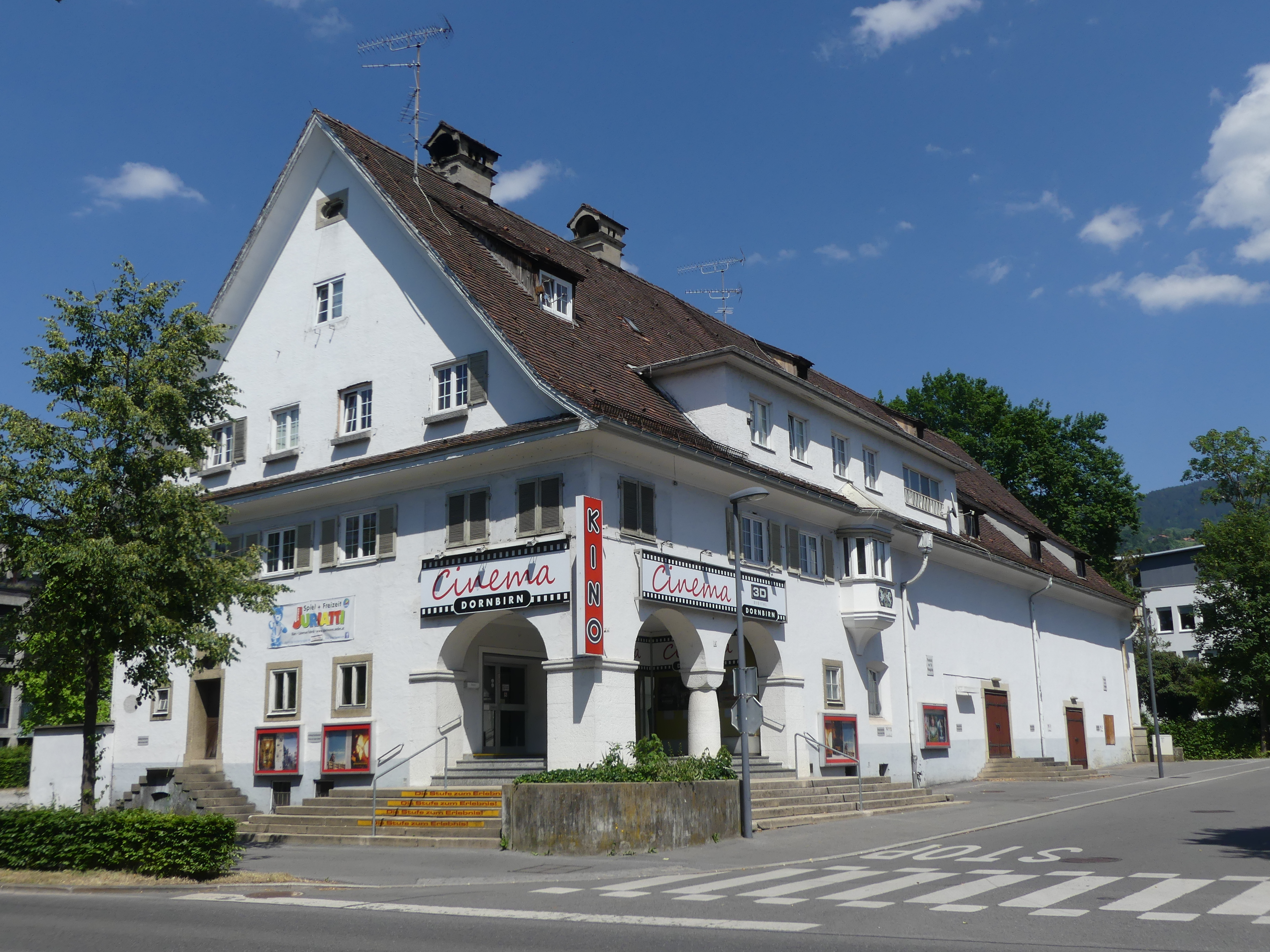
Das Cinema Dornbirn

Die Stadt Dornbirn bietet ihrer Bevölkerung ein reiches Angebot an Freizeitaktivitäten. Es gibt viele verschiedene Sportarten, die in der Gemeinde ausgeübt werden können. Aber auch die Liebhaber der Kulturszene kommen in Dornbirn nicht zu kurz. Familienfreundliche Freizeitgestaltung bietet auch das Hallenbad der Stadt (das stadtbad) sowie das Waldbad Enz, ein Freibad im Tal der Dornbirner Ach.
Mit dem Cinema (ehemals Cinema 2000) existiert in Dornbirn zudem ein Kino. Das Kino wurde 2023 mit dem Anerkennungspreis für Einsaalkinos mit engagierter Zielgruppenarbeit des Österreichischen Kinopreises des Bundesministeriums für Kunst, Kultur, öffentlichen Dienst und Sport ausgezeichnet. Im März 2023 wurde bekannt, dass das Gebäude abgerissen werden soll.  Ein Abriss ist jedoch bis jetzt (Stand: August 2025) nicht erfolgt.

### Sport
Die bedeutendste Sportart ist wie in ganz Mitteleuropa Fußball. Eine Vielzahl von öffentlichen Fußballplätzen ermöglicht das Spielen sowohl in einem der zahlreichen Vereine als auch in der Freizeit. Der bedeutendste Verein ist der FC Dornbirn 1913 – der frühere Bundesligist spielt derzeit in der drittklassigen Regionalliga West. Daneben existieren noch weitere Fußballvereine in niedrigeren Ligen, etwa die derzeit viertklassigen Vereine Admira Dornbirn und Dornbirner SV oder der fünftklassige SC Hatlerdorf.
Die Eissporthalle Messestadion – Heimatstadion des Dornbirner EC – liegt im sportlichen Zentrum der Stadt, dem Messeareal, in welchem diverse Sportarten ausgeübt werden können, unter anderem Tennis, Badminton, Volleyball, Eishockey, Eiskunstlauf, Basketball, Radball etc. Ebenfalls im Gelände der Dornbirner Messe untergebracht ist das Sportgymnasium Dornbirn. Auch ist Dornbirn Standort des Vorarlberger Landessportzentrums, der Schnittstelle des Vorarlberger Sports. Das Landessportzentrum ist unter anderem mit einer Ballsporthalle, modernen Schießständen, Rasenplätzen, einer Geräteturnhalle, einer Bodenturnhalle, einer Halle für die Rhythmische Gymnastik, einer Kampfsporthalle, einem Krafttrainingsraum sowie modernen medizinischen Diagnosegeräten ausgestattet. Im selben Gebäude wie die Landessportschule befindet sich ein Heeresleistungssportzentrum des Österreichischen Bundesheers. Das Turnsportzentrum Dornbirn wurde 2007 gegründet.
Eine besondere Bedeutung nimmt wie fast überall in Vorarlberg der Skisport in Dornbirn ein. Obwohl keines der größeren Vorarlberger Skigebiete im unmittelbaren Umfeld der Stadt liegt, sind viele der wichtigen Skiregionen – insbesondere im Bregenzerwald – von Dornbirn aus mit öffentlichen Verkehrsmitteln in kurzer Zeit erreichbar. Außerdem gibt es mehrere Skiclubs und -schulen in Dornbirn, welche jedoch nicht in den großen Skigebieten trainieren, sondern sich hauptsächlich auf kleinere, regionale Skiliftverbände aufteilen. Für die Dornbirner Bevölkerung dient insbesondere das Skigebiet Bödele als Naherholungs- und Sportgebiet. Dieses ist direkt an Dornbirn angrenzend größtenteils auf Schwarzenberger Gemeindegebiet gelegen, wird jedoch zum überwiegenden Teil von der Dornbirner Seilbahnen GmbH, einem Tochterunternehmen der Stadt Dornbirn, betrieben. Das einzige Skigebiet, das sich vollständig auf Dornbirner Gemeindegebiet befindet, ist das kleine Skigebiet Heumöser im Ebnit, das einen Schlepplift sowie einen kleinen Kinder-Schlepplift umfasst.
Abseits der gängigen Breitensportarten konnte die Baseball-Mannschaft Dornbirn Indians sich erfolgreich in der Austrian Baseball League behaupten und wurde 1999, 2003 und 2019 jeweils österreichischer Baseball-Staatsmeister. Seit dem 30. September 2006 befindet sich in Dornbirn mit der K1 Kletterhalle Dornbirn die zu diesem Zeitpunkt größte Kletterhalle Österreichs, die rund 2.000 Quadratmeter Kletterfläche umfasst.

### Weltgymnaestrada

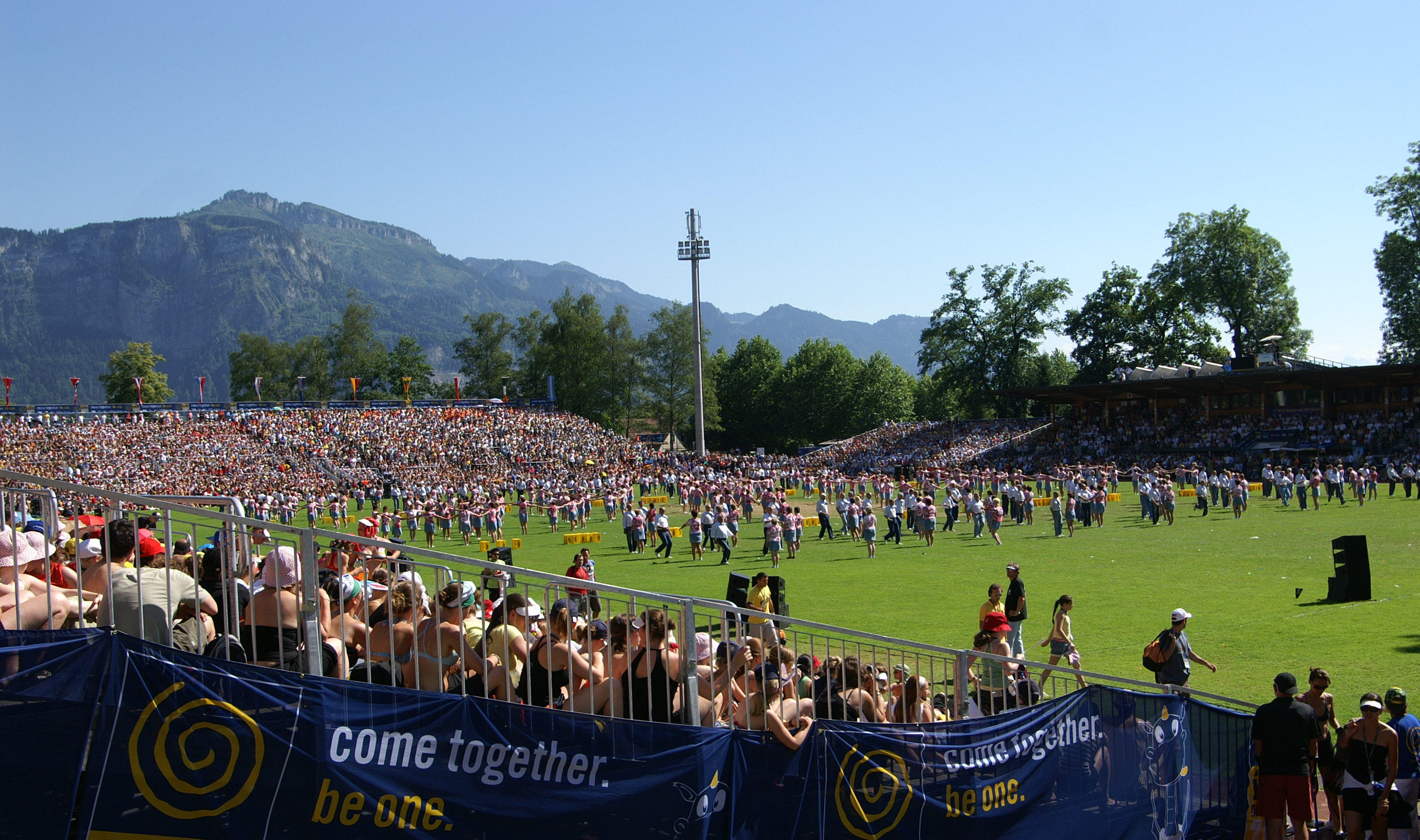
Abschlussfeier der Gymnaestrada 2007

Im Jahr 2007 fand von 8. bis 14. Juli die 13. Weltgymnaestrada in Dornbirn statt. Dornbirn war nach Herning (1987) die zweite Mittelstadt, in der diese Breitensportveranstaltung ausgetragen wurde. Dies stellte eine besondere Herausforderung an die Veranstalter und die Stadt dar, da zu diesem Ereignis mehr als 20.000 Teilnehmer aus der ganzen Welt empfangen wurden. In Vorbereitung auf diese Großveranstaltung wurden etliche Projekte bezüglich der Infrastruktur in Dornbirn verwirklicht. Beispielsweise wurde der Bahnhof Dornbirn saniert und modernisiert, eine neue Autobahnauffahrt im Bereich des Messegeländes wurde zunächst in Planung genommen aber nicht verwirklicht und die bereits bestehende Autobahnauffahrt Dornbirn-Süd (heute: Dornbirn-West) wurde komplett umgebaut. Im Jahr 2009 wurde Dornbirn erneut zum Austragungsort eines großen internationalen Turnereignisses, als die Austragung der ersten Gym for Life World Challenge aufgrund der guten Erfahrungen bei der Weltgymnaestrada an die Stadt vergeben wurde.
2015 wurde vom Exekutivkomitee der Fédération Internationale de Gymnastique bekannt gegeben, dass Dornbirn abermals den Zuschlag als Austragungsort der Weltgymnaestrada für das Jahr 2019 erhalten hatte. Dornbirn wurde damit 2019 zwölf Jahre nach der erstmaligen Gastgeberschaft für das Turnsportevent erneut Gastgeberstadt dieser internationalen Großveranstaltung. Vom 7. bis 13. Juli 2019 fand die 16. Weltgymnaestrada in Vorarlberg – mit Dornbirn als Gastgeberstadt im Zentrum – statt. Vor mehr als 220.000 Besuchern der verschiedenen Veranstaltungen traten ca. 19.000 Teilnehmer aus mehr als 60 Nationen auf.

## Wirtschaft

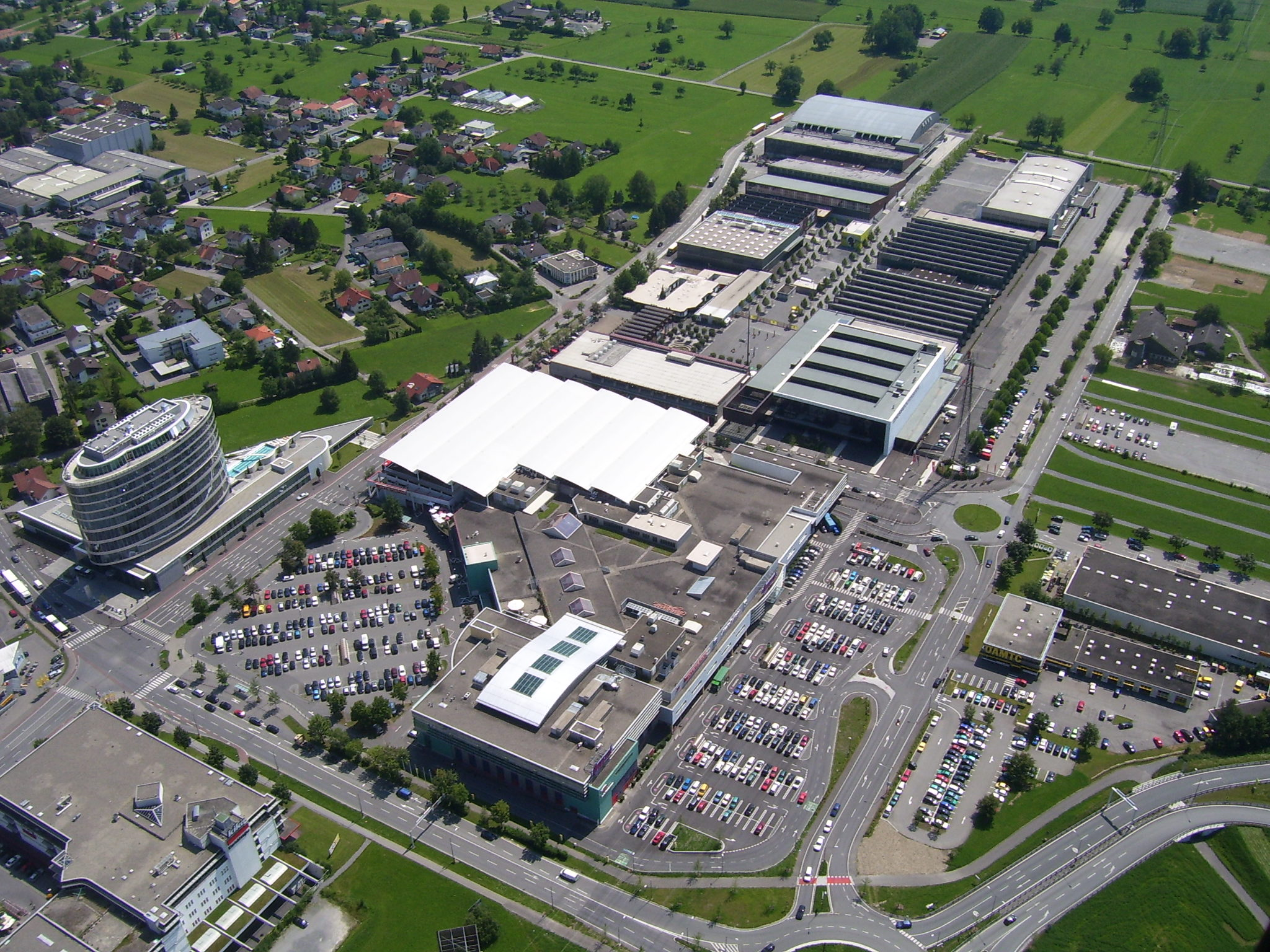
Blick auf das Gewerbegebiet West mit dem Messepark, dem Messegelände und dem „Panoramahaus“

Dornbirn ist ein gewerbliches Zentrum in Vorarlberg und für das gesamte nördliche Alpenrheintal. Eine große Bedeutung hatte und hat seit der Blütezeit der Textilindustrie die Dornbirner Messe, welche einstmals eine der größten Textilfachmessen Österreichs war. Sowohl als Beschäftigte in Dornbirner Betrieben als auch als Konsumenten sind Personen aus der ländlichen Umgebung Dornbirns, besonders des Bregenzerwalds, ein wichtiger Wirtschaftsfaktor. Insbesondere das Stadtzentrum, in dem sich viele Geschäfte unter dem Namen inside Dornbirn zu einer Handelsgemeinschaft zusammengeschlossen haben, und das größte Einkaufszentrum in Vorarlberg, der Messepark, werden stark frequentiert.
Die bis Anfang der 1970er Jahre dominierende Textilindustrie (F. M. Hämmerle, Rhomberg, Mäser) hat ihren dominierenden Status längst verloren – die meisten Unternehmen existieren nicht mehr – und wurde durch eine rasch expandierende metallverarbeitende Industrie, Elektro- und Elektronikunternehmen, Dienstleistungsgeschäfte sowie viele kleine und mittelständische Gewerbebetriebe ersetzt. Durch die seitens der Stadtverwaltung getätigten Grundkäufe als Reserve für zukünftige Unternehmensansiedlungen (z. B. Betriebsansiedlungsgebiet Pfeller, situiert an der Autobahnabfahrt Dornbirn-Nord Richtung Achraintunnel) wurden wichtige Weichenstellungen für die zukünftige wirtschaftliche Entwicklung getroffen.

### Arbeitsplätze und wichtige Unternehmen
Im Jahresdurchschnitt 2022 waren laut einer Erhebung der Wirtschaftskammer Österreich in den privatwirtschaftlichen Unternehmen 16.620 unselbständig Beschäftigte in 1.493 Dornbirner Betrieben beschäftigt. Mit dieser Arbeitnehmerzahl war die Stadt der mit Abstand größte Arbeitsplatzstandort Vorarlbergs mit fast genau doppelt so vielen Arbeitnehmern wie der nächstkleinere Standort (die Landeshauptstadt Bregenz; 8.344 Beschäftigte). Von Dornbirns unselbständigen Arbeitnehmern entfielen 4150 auf die 437 Handelsbetriebe der Stadt, 4360 auf Gewerbe- und Handwerksbetriebe und 3901 auf Industriebetriebe.
Der größte Arbeitgeber der Stadt ist die Zumtobel Group, ein Leuchtenhersteller, dessen internationaler Hauptsitz sich in Dornbirn befindet. Sowohl umsatz- als auch mitarbeitermäßig folgt dann die Rudolf Ölz Meisterbäcker GmbH. Ursprünglich bekannt geworden als Hersteller von Backerbsen, ist dieses Unternehmen heute ein internationaler Backwarenhersteller. Auch die Mohrenbrauerei, die älteste und größte Bierbrauerei Vorarlbergs, befindet sich in Dornbirn. Zudem hat die Spar Österreichische Warenhandels-AG in Dornbirn die für Vorarlberg zuständige Zentrale gebaut. Das in Bezug auf die Beschäftigtenzahl größte Vorarlberger Unternehmen, die Julius Blum GmbH aus Höchst, unterhält in Dornbirn ebenfalls zwei Werke mit insgesamt mehr als 700 Mitarbeitern im Jahr 2019.

### Einzelhandel
Dornbirn ist ein Einkaufsstandort für den überregionalen Bedarf. 390 Einzelhandelsbetriebe haben eine Gesamtverkaufsfläche von 106.151 m² (Stand: 2016). Das Einzugsgebiet umfasst alle Bregenzerwälder Gemeinden, alle Hofsteiggemeinden, die Rheindelta-Gemeinden, Lustenau die Gemeinden des Leiblachtales ausgenommen Hörbranz sowie den Großteil des Vorarlberger Rheintals.

### Tourismus
Im Kalenderjahr 2017 wurden 156.990 Gäste in Dornbirn registriert, die insgesamt 294.870 Nächtigungen verzeichneten, wobei mehr als 87 % der Gäste in Hotels, Gasthöfen und Pensionen, also haupterwerbsmäßigen Fremdenverkehrseinrichtungen, unterkamen. Das Nächtigungswachstum im Vergleich zum Vorjahr betrug 4,8 %. Dornbirn ist zentral gelegen und bildet für Touristen einen guten Ausgangspunkt für Aktivitäten und Ausflüge in der näheren Umgebung (Gesamter Bodenseeraum sowie ganz Vorarlberg, die Schweiz, das Fürstentum Liechtenstein und Teile des südwestdeutschen Raums). Aufgrund dessen haben sich in der Kleinstadt zahlreiche Hotels niedergelassen und die Stadt ist – gemessen an den Nächtigungszahlen – nach der Landeshauptstadt Bregenz die zweitgrößte Tourismusgemeinde Vorarlbergs außerhalb der klassischen Wintersportgebiete. Nach Anzahl der in Tourismusbetrieben beschäftigten Arbeitnehmer ist Dornbirn sogar noch vor Lech am Arlberg führender Tourismus-Arbeitsstandort Vorarlbergs.
Im Herbst 2005 wurde das vollständig verglaste Panoramahaus („Home of Balance“) als höchstes gewerblich genutztes Gebäude Vorarlbergs und größtes Hotel in Dornbirn eröffnet. Es beinhaltet ein Wellness Center und ein Four Points by Sheraton Hotel. Der Campingplatz Dornbirn an der Enz wurde 2019 nach Plänen des Architekten Johannes Kaufmann komplett neu errichtet und erhielt beim Vorarlberger Holzbaupreis 2021 einen Anerkennungspreis. Des Weiteren gibt es in der Stadt zahlreiche Restaurants, Lokale und Bars. Dennoch bildet das Gastgewerbe in Dornbirn entgegen dem Trend im Bundesland einen eher geringen Anteil an der Gesamtwirtschaft.
Als touristische Ziele gelten in Dornbirn die Rappenlochschlucht, das Bergdorf Ebnit sowie die umliegenden Berge im Gemeindegebiet. Die gut erschlossenen Wanderwege ermöglichen auch Touristen den Blick auf teils einzigartige Naturschönheiten.

### Energie
Dornbirn gehört zu den 24 Gemeinden in Österreich (Stand März 2019), die mit der höchsten Auszeichnung des e5-Gemeinden Energieprojekts ausgezeichnet wurden. Das e5-Gemeinde-Projekt soll die Umsetzung einer modernen Energie- und Klimapolitik auf Gemeindeebene fördern.
Die Hämmerle Holding plant (Stand Mai 2023) das Biomasseheizwerk Steinebach mit 2,5 MW Nennwärmeleistung im Gewerbegebiet zu bauen, das mit Holz aus dem angrenzenden eigenen Wald befeuert werden soll.

## Verkehr und Infrastruktur

### Verkehr

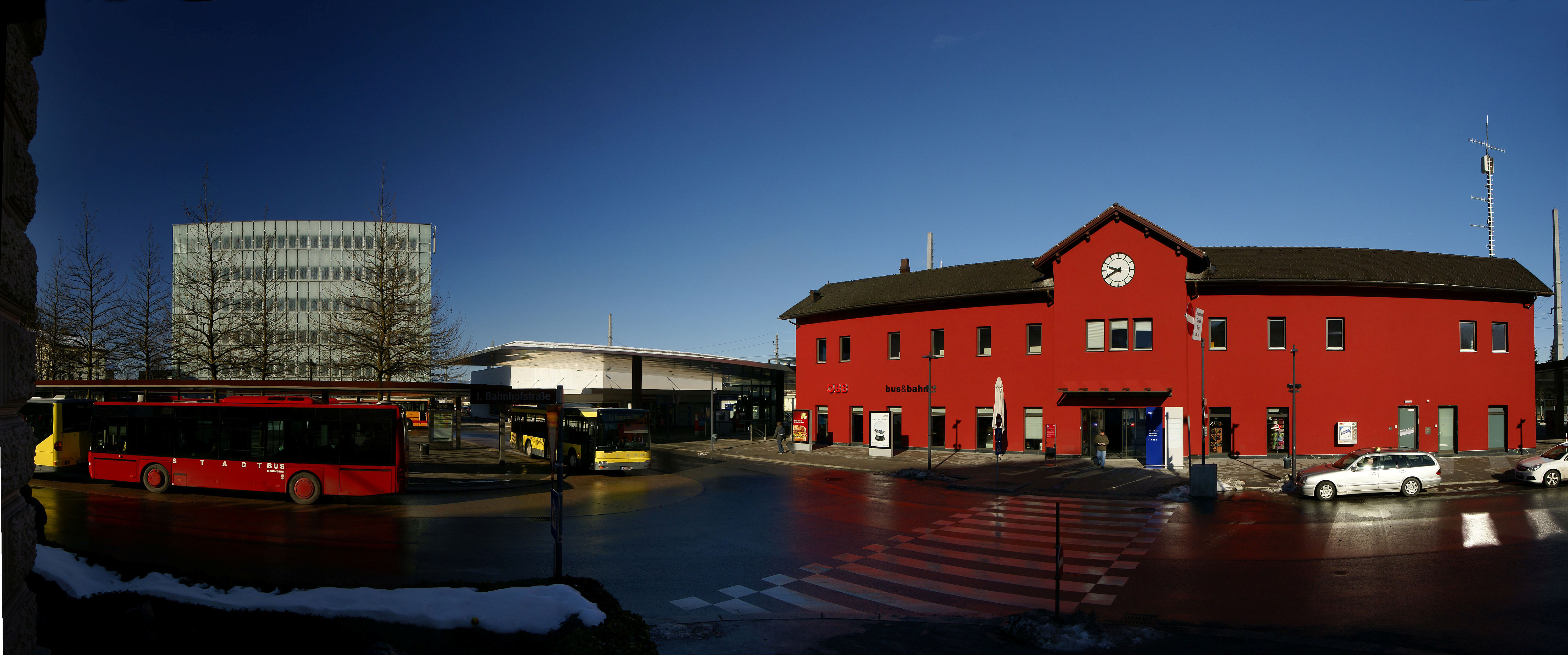
Stadt- und Landbus am Dornbirner Bahnhof

Verkehrstechnisch gesehen bildet Dornbirn den Knoten- und Mittelpunkt des Rheintales und daher die wichtigste Verbindung für den Landbus von Norden (Bregenz) nach Süden (Feldkirch und Bludenz). Aber auch die Busverbindungen in den Bregenzerwald (Osten) finden in Dornbirn ihren Knotenpunkt. Innerhalb der Stadt gibt es ein gut ausgebautes und funktionierendes Stadtbusnetz (Stadtbus Dornbirn). Von 1902 bis 1938 verband die nicht mehr existierende Straßenbahn Dornbirn–Lustenau die Stadt Dornbirn mit ihrer Nachbargemeinde Lustenau bzw. mit dem Grenzübergang zur Schweiz.
Der Bahnhof Dornbirn der Österreichischen Bundesbahnen (ÖBB) an der Bahnstrecke Lindau–Bludenz ist als reiner Durchgangsbahnhof verkehrstechnisch eher unwichtig, aufgrund der relativ hohen Fahrgastfrequenz halten aber auch in diesem Bahnhof alle passierenden Personenzüge. Daneben gibt es noch drei weitere Bahnstationen im Gemeindegebiet (Haselstauden, Dornbirn-Schoren und Hatlerdorf), die nur von Regional- und S-Bahnzügen bedient werden. Im Vorfeld der Weltgymnaestrada 2007 wurde der Dornbirner Bahnhof umgebaut und modernisiert, ebenso wurde die im Zuge dieser Großveranstaltung stark frequentierte Haltestelle Dornbirn-Schoren versetzt.
Die Rheintal/Walgau Autobahn A 14 führt westlich des Stadtgebiets vorbei und schließt Dornbirn mit den drei Anschlussstellen Dornbirn-Nord, Dornbirn-West und Dornbirn-Süd an das höchstrangige Straßennetz an. Mit dem Achraintunnel an der Gemeindegrenze Dornbirns mit Schwarzach besteht eine direktere Verbindung von der Autobahnabfahrt Dornbirn-Nord in den Bregenzerwald. Seit Februar 2022 existiert an der Gemeindegrenze zu Hohenems und Lustenau der neue Autobahnanschluss Dornbirn-Süd, der im Bereich der Unterführung der L 45 Schmitternstraße unter der Rheintal/Walgau Autobahn die Betriebsgebiete im Süden Dornbirns an das höchstrangige Straßennetz anbindet. In Dornbirn treffen weiters drei ehemalige Bundesstraßen aufeinander, dies sind die Vorarlberger Straße L 190, die Bregenzerwaldstraße L 200 und die Lustenauer Straße L 204.
Die sogenannte Stadtstraße, der direkt im Zentrum Dornbirns liegende Teil der L 190, wurde im Jahr 2008 komplett neugebaut. Dabei wurde nicht nur die Verkehrsinfrastruktur den seit dem Bau der Stadtstraße in den 1980er Jahren veränderten Verhältnissen angepasst, sondern auch eine neue Tiefgarage unterhalb der Straße errichtet, um die Parkplatzsituation in der Innenstadt zu verbessern.
Zudem gibt es noch den Sportflugplatz Hohenems-Dornbirn und diverse Segelvereine am Bodensee. Der nächstgelegene Verkehrsflughafen befindet sich mit dem Flugplatz St. Gallen-Altenrhein in Altenrhein in der Schweiz.

### Verwaltung
In Vorarlberg ist die Verwaltung traditionell dezentral organisiert. Dies liegt zum einen daran, dass Vorarlberg bis 1918 kein eigenständiges Land war, deshalb auch keine Landeshauptstadt besaß und die Einrichtungen auf die größten Städte aufgeteilt wurden. Zum anderen liegt es daran, dass Bregenz zwar Sitz der Landesregierung ist, als drittgrößte Stadt des Landes aber nicht die zentrale Stellung einnimmt wie beispielsweise in Tirol die Stadt Innsbruck.
Viele Organisationen sind deshalb auf die drei größten Städte im Land aufgeteilt. Während sich in Feldkirch das Landesgericht befindet, beherbergt Bregenz den Vorarlberger Landtag und andere politische Einrichtungen. In Dornbirn befinden sich folgende wichtige öffentliche Einrichtungen, die landesweit von Bedeutung sind:
- ORF-Landesstudio Vorarlberg
- Fachhochschule Vorarlberg
- Hauptsitz der Vorarlberger Gebietskrankenkasse
- Landesstelle der Pensionsversicherungsanstalt
- Außenstelle Vorarlberg der Allgemeinen Unfallversicherungsanstalt
- Wirtschaftsförderungsinstitut (WIFI) der Wirtschaftskammer Vorarlberg
- Vorarlberger Ärztekammer
- Vorarlberger Architektur Institut (VAI)

### Bildung
Die Stadt Dornbirn verfügt über ein für Vorarlberg ungewöhnlich großes und breites Bildungsangebot. Statistisch wies die Stadt Dornbirn für das Schuljahr 2018/2019 einen Stand von 2073 Volksschülern und 1166 Mittelschülern auf. Alle Dornbirner Schulen zusammengerechnet kommen auf mehr als 8000 Schüler. Der Schülerverkehr bildet deshalb einen großen Anteil am täglichen Verkehrsaufkommen der Stadtbuslinien und Regionalzüge. An den 22 Dornbirner Kindergärten (20 städtische und zwei private) wurden im Schuljahr 2019/20 insgesamt 1006 Kinder betreut.
In Dornbirn existieren fünf Mittelschulen, 15 Volksschulen und 22 Kindergärten. Diese werden größtenteils von der Stadtgemeinde Dornbirn geführt. Zu den öffentlichen Pflichtschulen gehören zudem das Zentrum für Inklusion und Sonderpädagogik (ZIS), die Polytechnische Schule und die Schule für Gehörlose (LZH). Weiters bieten die Gymnasien in der Realschulstraße und in Dornbirn-Schoren Unterstufenklassen an.

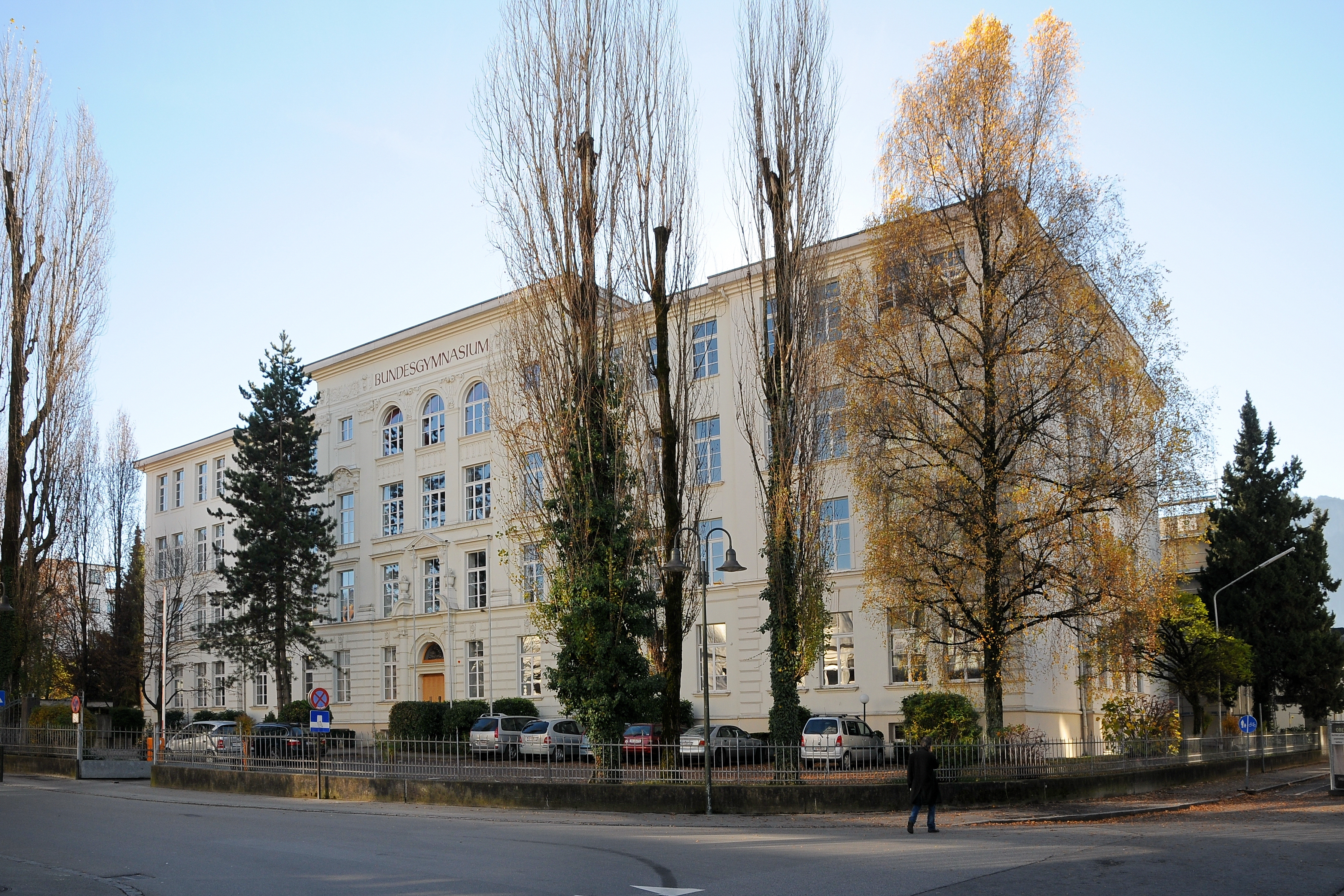
BG Dornbirn
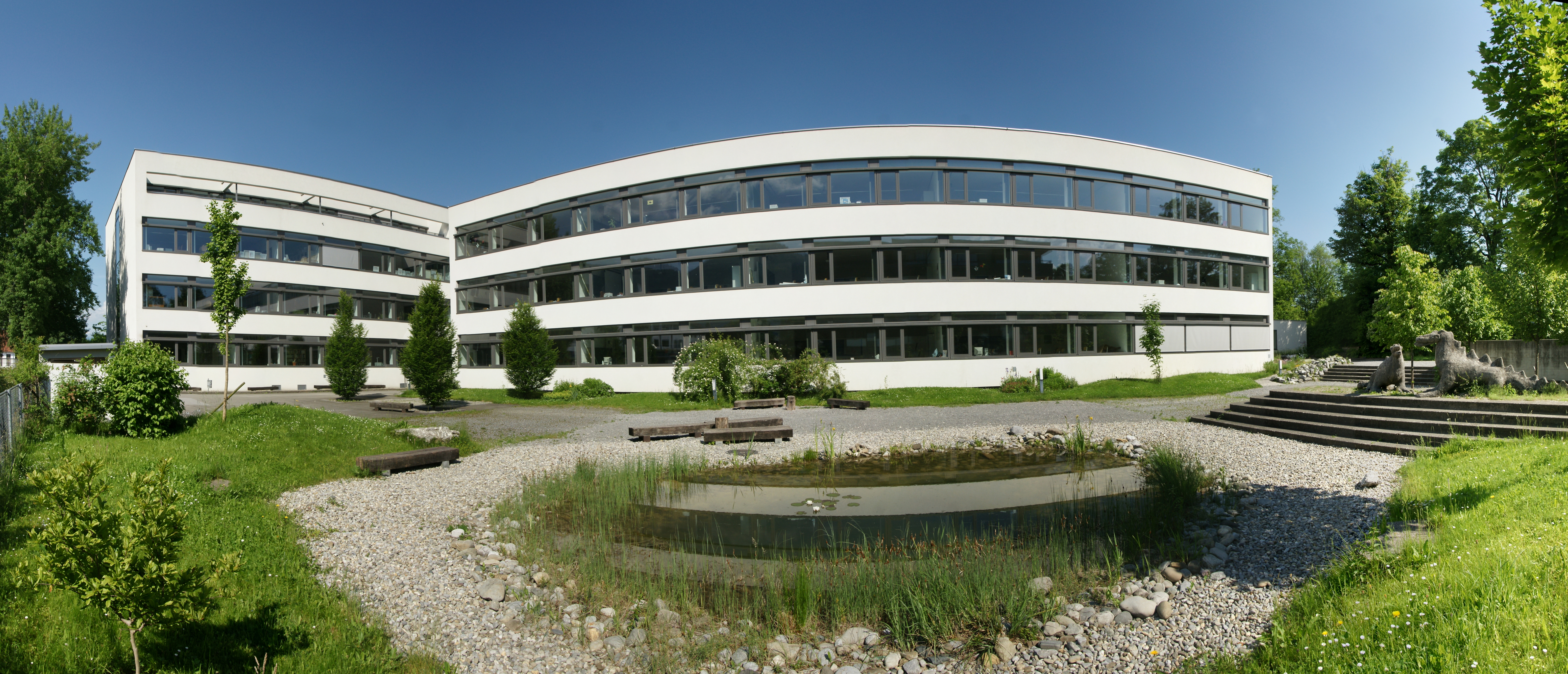
BRG und BORG Dornbirn-Schoren
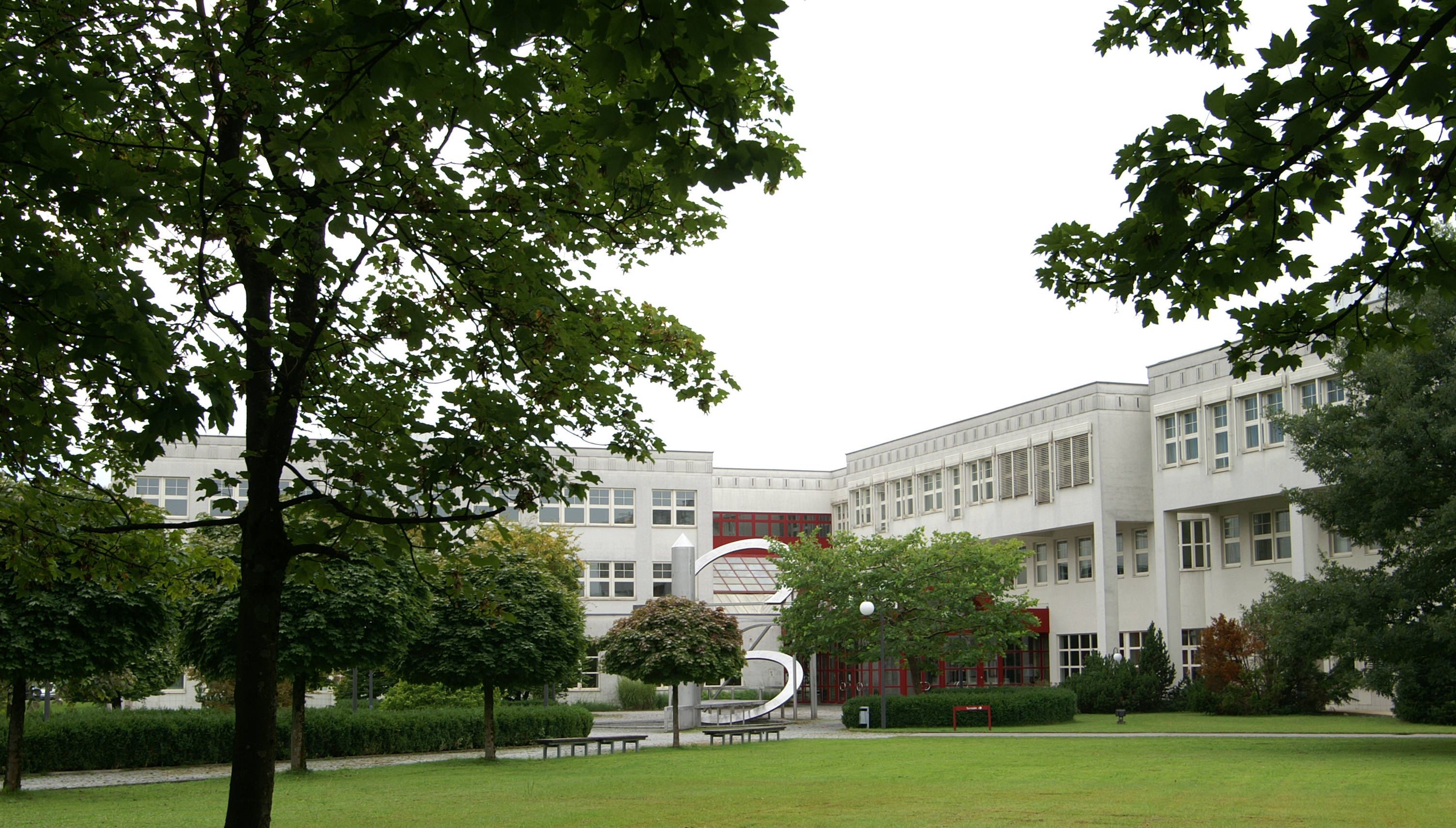
HTL Dornbirn
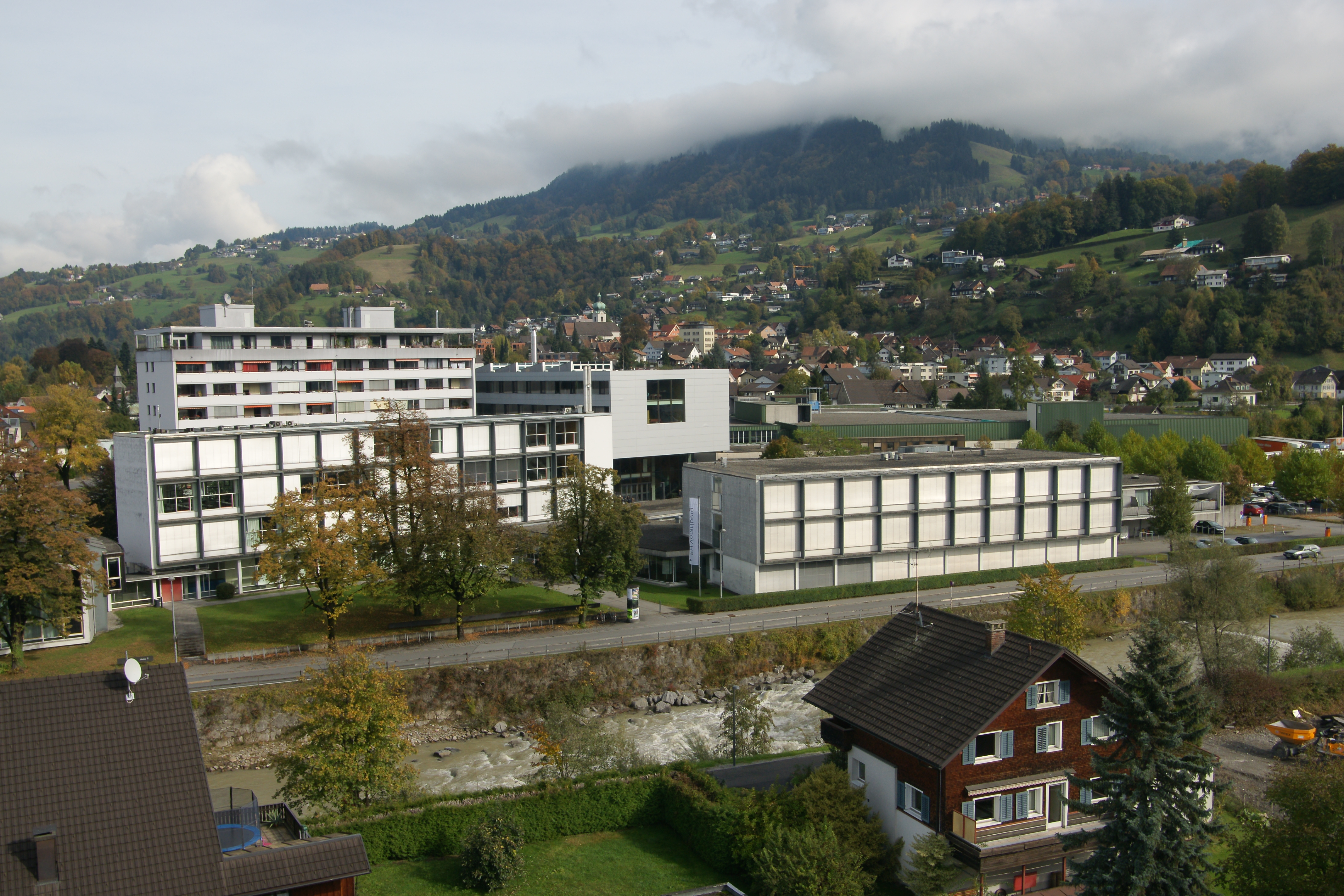
FH Vorarlberg
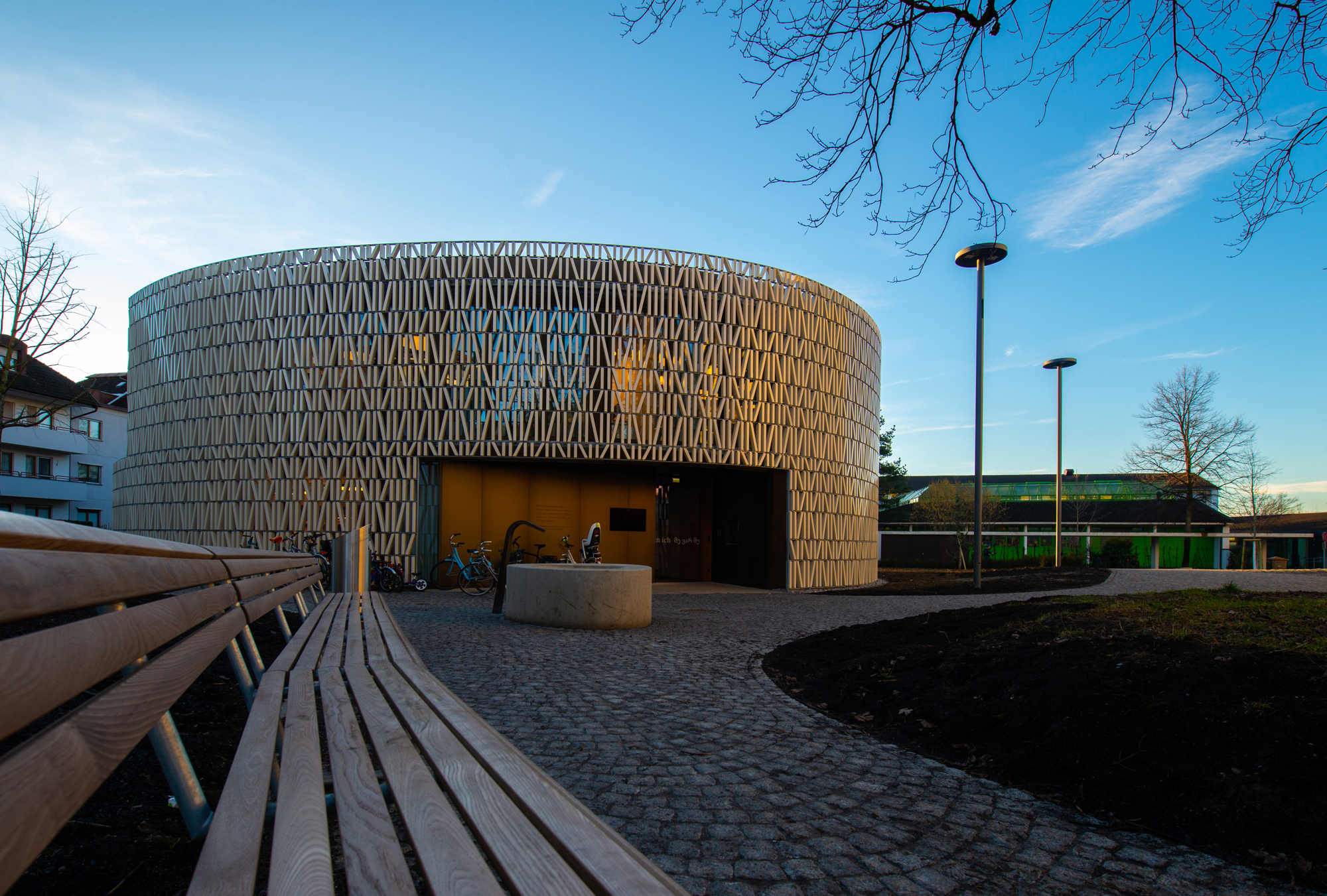
Stadtbibliothek Dornbirn

Im Bereich der höheren Schulen gibt es drei Gymnasien in Dornbirn. Das BG Dornbirn im Zentrum der Stadt ist dabei das älteste und sprachlich orientiert, während das BRG Dornbirn-Schoren mathematisch-naturwissenschaftlich geprägt ist. Das neueste der drei Gymnasien ist das seit dem Schuljahr 2010/11 eigenständige Sportgymnasium Dornbirn, das zuvor als Ableger des BRG Dornbirn-Schoren geführt worden war. Ende 2023 wurde ein neues Schulgebäude von Bildungsminister Martin Polaschek eröffnet.
Weiters gibt es in Dornbirn eine HTL und zwei Berufsschulen (Landesberufsschule Dornbirn 1 & 2) sowie eine dreijährige Fachschule für wirtschaftliche Berufe, die allerdings kostenpflichtig ist. Außerdem ist in Dornbirn auch die Landessportschule angesiedelt.
Dornbirn ist Standort der Fachhochschule Vorarlberg, die neben der Pädagogischen Hochschule Vorarlberg in Feldkirch die einzige Hochschule im Bundesland Vorarlberg ist. Aufgrund der modernen und teils einzigartigen Studiengänge zu den Themen Informatik, Mediengestaltung, Mechatronik, Elektrotechnik, Betriebswirtschaft, Sozialarbeit und Wirtschaftsingenieurwesen sind viele der Studienplätze auch an ausländische Studenten vergeben, die damit mittelfristig in Dornbirn wohnen.
Neben diesen allgemeinen Bildungswegen bietet Dornbirn eine Vielzahl an sonstigen Weiter- und Ausbildungsstätten, so zum Beispiel die städtische Musikschule oder das Wirtschaftsförderungsinstitut der Vorarlberger Wirtschaftskammer. Daneben hat die Stadt noch weitere Einrichtungen geschaffen, welche im weiteren Sinne der Bildung dienen. So gibt es eine Stadtbibliothek sowie ein Stadtmuseum und ein Stadtarchiv. Außerdem existieren sechs Pfarrbüchereien und eine weitere Bücherei im Naturkundemuseum inatura. Im Jänner 2020 wurde in Dornbirn nach drei Jahren Bauzeit eine neue Stadtbibliothek in der Schulgasse eröffnet. Der Bau nach Plänen von Christian Schmoelz und Dietrich Untertrifaller Architekten kostete 6,5 Millionen Euro und wurde zur Gänze von der Sparkasse Dornbirn finanziert.

### Gesundheit

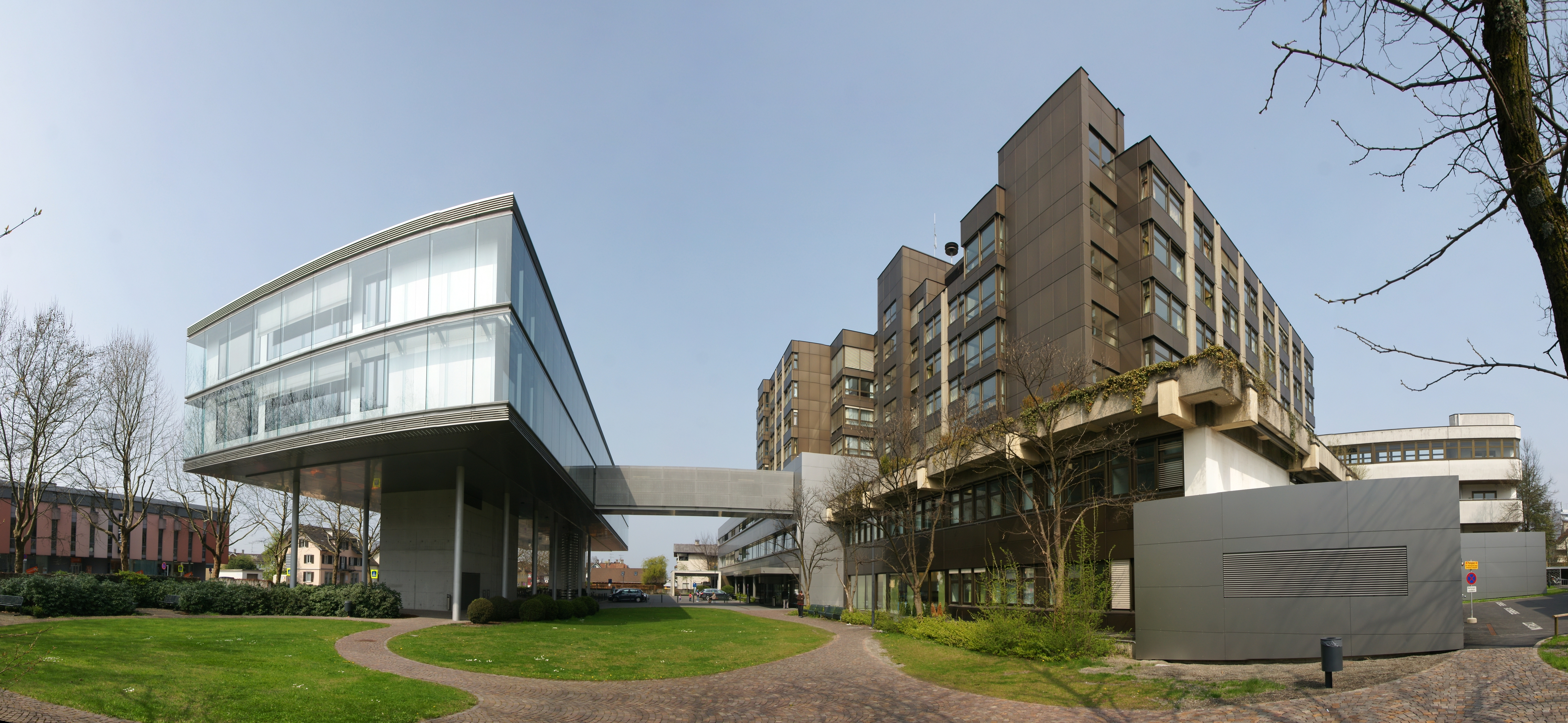
Stadtspital

Die größte Stadt des Landes Vorarlberg hat auch eines der meistfrequentierten Krankenhäuser. Das Krankenhaus Dornbirn ist zudem das einzige Spital in Vorarlberg, das sich nicht im Besitz des Landes, sondern der Stadt befindet. Die Rot-Kreuz-Abteilung Dornbirn zählt zu den am höchsten ausgelasteten Rettungseinheiten im Bundesland. Des Weiteren gibt es ein Notarzteinsatzfahrzeug, das im Rendezvous-System praktiziert und seit dem Jahr 2009 über eine eigene Garage beim städtischen Krankenhaus verfügt. Besetzt ist das Notarzteinsatzfahrzeug 24 Stunden am Tag mit einem Notarzt, einem Dipl. Krankenpfleger und einem Fahrer, der meist Notfallsanitäter ist. Das Krankenhaus Dornbirn verfügt auch über einen Hubschrauberlandeplatz auf dem Dach des Gebäudes.
Im Bereich der Pflege gibt es in Dornbirn außerdem zwei städtische Pflegeheime, drei Seniorenwohnhäuser sowie eine Seniorenwohngemeinschaft und ein privat betriebenes Altersheim. Dem Pflegeheim Birkenwiese angeschlossen ist seit 2015 auch eine Außenstelle der Gesundheits- und Krankenpflegeschule Unterland, die seit 2016 von der Stadt Dornbirn geführt wird.

### Sicherheit

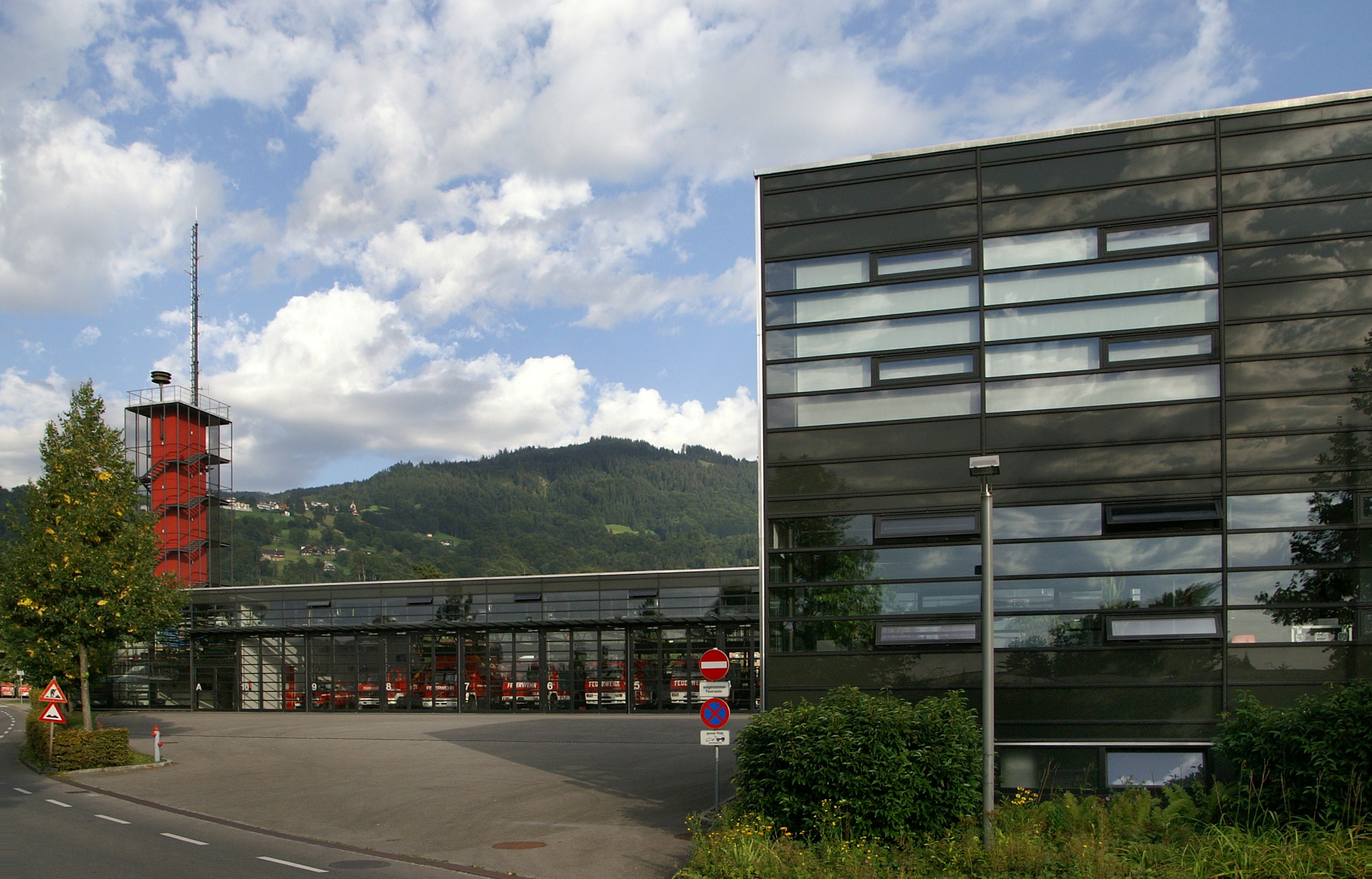
Die 1996 neu errichtete Feuerwehrzentrale Dornbirns

Die Stadt Dornbirn zählt zu den Gemeinden Vorarlbergs mit der höchsten Kriminalitätsrate. So wurden im Dezember 2006 in Dornbirn 5401 Straftaten angezeigt. Gleichzeitig ist in Dornbirn die Aufklärungsrate von Verbrechen landesweit am höchsten (konstant bei etwa 55 %). Die Polizeiinspektion Dornbirn der Bundespolizei sowie eine eigene Stadtpolizei sorgen im Gemeindegebiet für die Sicherheit der Bevölkerung. Dornbirn ist österreichweit die größte Stadt, in der die Landespolizeidirektion nicht Sicherheitsbehörde erster Instanz ist. In Dornbirn befindet sich auch das Bezirkspolizeikommando für den Bezirk Dornbirn und das Bezirksgericht Dornbirn. Zudem ist an der Autobahnauffahrt Dornbirn-West die für den im Rheintal liegenden Abschnitt der Rheintal/Walgau Autobahn (A14) zuständige Autobahnpolizeiinspektion stationiert.
Dornbirn war die Gemeinde in Vorarlberg mit der größten Zahl an Verkehrstoten im Verhältnis zur Einwohnerzahl. Im Jahr 2014 starben im Dornbirner Gemeindegebiet bei 280 Unfällen mit Personenschaden sieben Personen im Straßenverkehr, 335 wurden verletzt. Hingegen kam es im Jahr 2019 in Dornbirn trotz der einer ähnlichen Anzahl von Unfällen (295) zu keinen verzeichneten Todesfällen. Die Stadt unterhält mit der Freiwilligen Feuerwehr Dornbirn eine eigene Freiwillige Feuerwehr, die mit 250 Mitgliedern (davon 186 aktiv) die größte Feuerwehr im Bundesland ist.

## Politik

### Stadtvertretung
In Vorarlberg wählen die Bürger alle fünf Jahre die Mitglieder der Stadtvertretung durch Ankreuzen eines Listen-Wahlvorschlages bzw. durch Mehrheitswahl wenn kein Listenvorschlag vorliegt. Weiters den Bürgermeister durch Ankreuzen eines Wahlvorschlages.
Die Stadtvertretung, deren Mitglieder als „Gemeinderäte“ bezeichnet werden, wählt in der konstituierenden Sitzung aus ihrer Mitte – sofern keine Wahl durch die Bürger zustande kam – gemäß § 61 Gemeindegesetz einen Bürgermeister und dann einen mindestens dreiköpfigen Stadtvorstand. Die Zahl dieser „Stadträte“ darf aber gemäß § 55 den vierten Teil der Zahl der Gemeindevertreter nicht übersteigen.
Der Bürgermeister führt den Vorsitz bei den generell öffentlichen Sitzungen der Stadtvertretung, in denen kommunale Belange besprochen und Beschlüsse gefasst werden. Beobachter haben kein Mitspracherecht und kein Stimmrecht. Die Stadtvertretung kann nach Bedarf Ausschüsse bestellen. Sitzungen der Stadträte und der Ausschüsse sind nicht öffentlich.

#### Sitzverteilung nach den Wahlen
- Gemeindevertretungswahlen 1985: ÖVP 22, SPÖ 9, Offene Bürgerliste 3, FPÖ 2.[44]
- Gemeindevertretungswahlen 1990: ÖVP 20, SPÖ 7, Offene Bürgerliste 5, FPÖ 4.[45]
- Gemeindevertretungswahlen 1995: VP – Rudi Sohm 23, SPÖ 5, FPÖ 5, Offene Bürgerliste 3.[46]
- Gemeindevertretungswahlen 2000: Bgm. Wolfgang Rümmele – VP 20, SP – Gebhard Greber 7, FPÖ 6, Offene Bürgerliste 3.[47]
- Gemeindevertretungswahlen 2005: Bgm. Wolfgang Rümmele – VP 21, Gebhard Greber –  SP 8, Grüne 4, Walter Schönbeck – F 3.[48]
- Gemeindevertretungswahlen 2010: Bgm. Wolfgang Rümmele – VP 20, Gebhard Greber und SP 7, FPÖ 5, Grüne 4.[49]
- Gemeindevertretungswahlen 2015: VP – Bürgermeisterin Andrea Kaufmann 16, Gebhard Greber und SP 7, FPÖ 6, Grüne 5, NEOS 2.[50]
- Gemeindevertretungswahlen 2020: Bürgermeisterin Andrea Kaufmann – VP 17, Grüne 7, Markus Fäßler und SP 5, Christoph Waibel – F 4, NEOS 3.[51]
- Gemeindevertretungswahlen 2025: Julian Fässler – VP 13, Christoph Waibel – F 8, Markus Fäßler und SP 7, Grüne 6, NEOS 2.[52]

### Bürgermeister

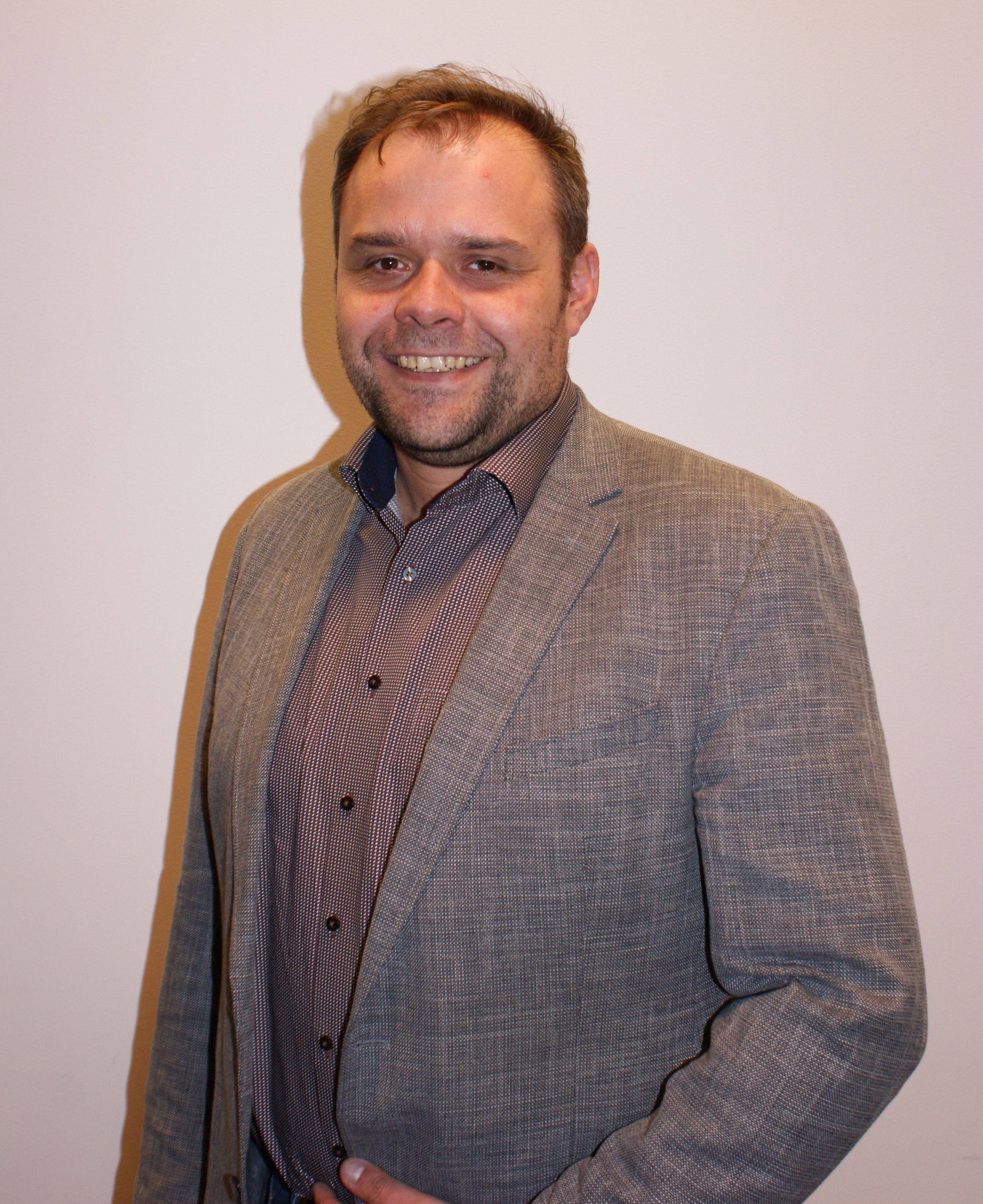
Markus Fäßler seit 9. April 2025 Bürgermeister

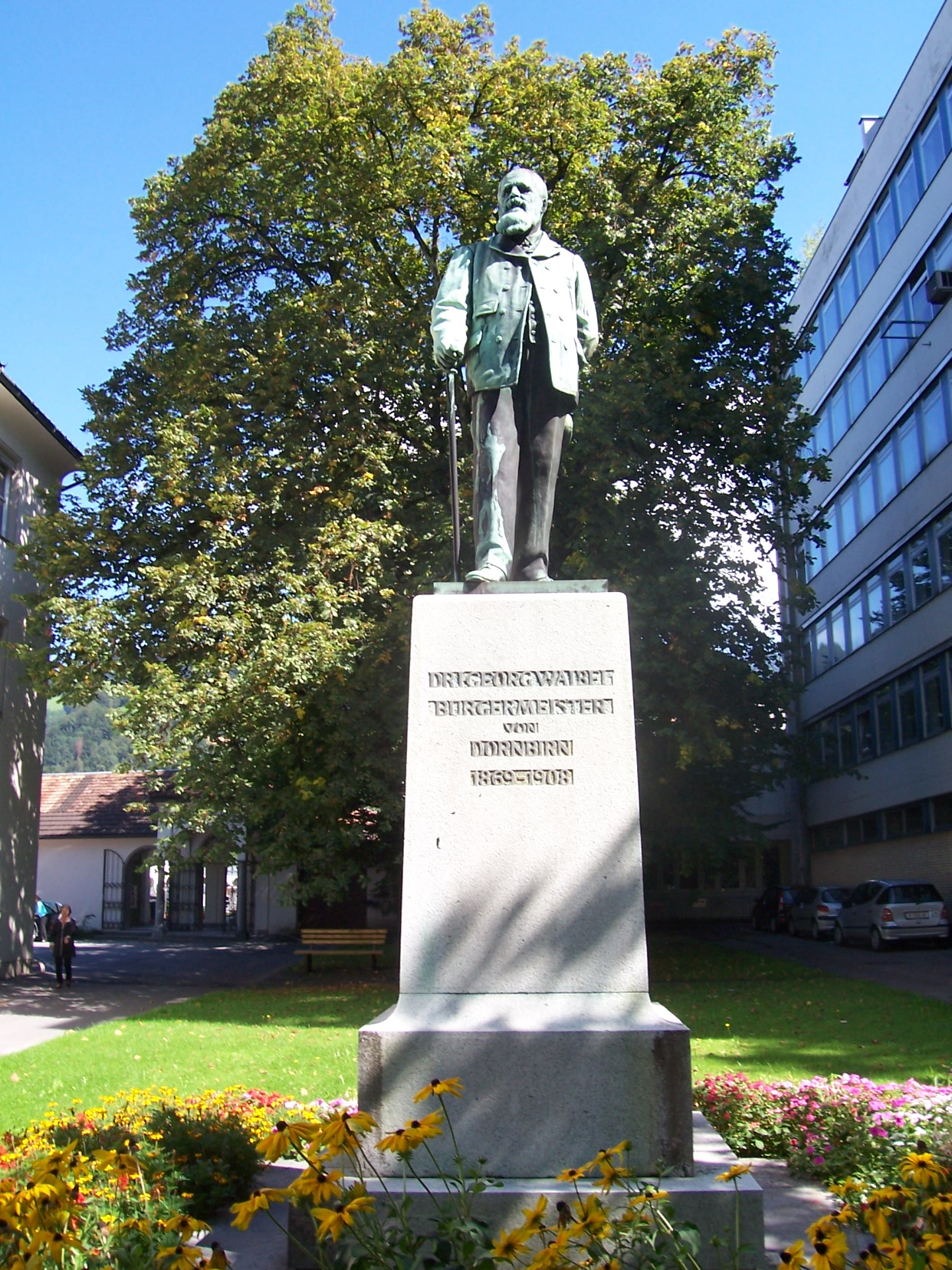
Statue zu Ehren von Altbürgermeister Johann Georg Waibel

Im Jahr 1347 siegelte erstmals ein Dornbirner Ammann namens Huober eine Urkunde. Bis 1849 folgten ihm weitere 68 frei gewählte Ammänner nach. Seit 1849 führt jeweils ein frei gewählter Bürgermeister die Gemeindegeschäfte Dornbirns. So wurden seit 1849 bereits 17 Bürgermeister gewählt, bevor 2013 mit Andrea Kaufmann erstmals eine Frau Bürgermeisterin wurde.
seit 1945
- 1940–1945 Josef Dreher (NSDAP)
- 1945–1965 Günther Anton Moosbrugger (ÖVP)[54]

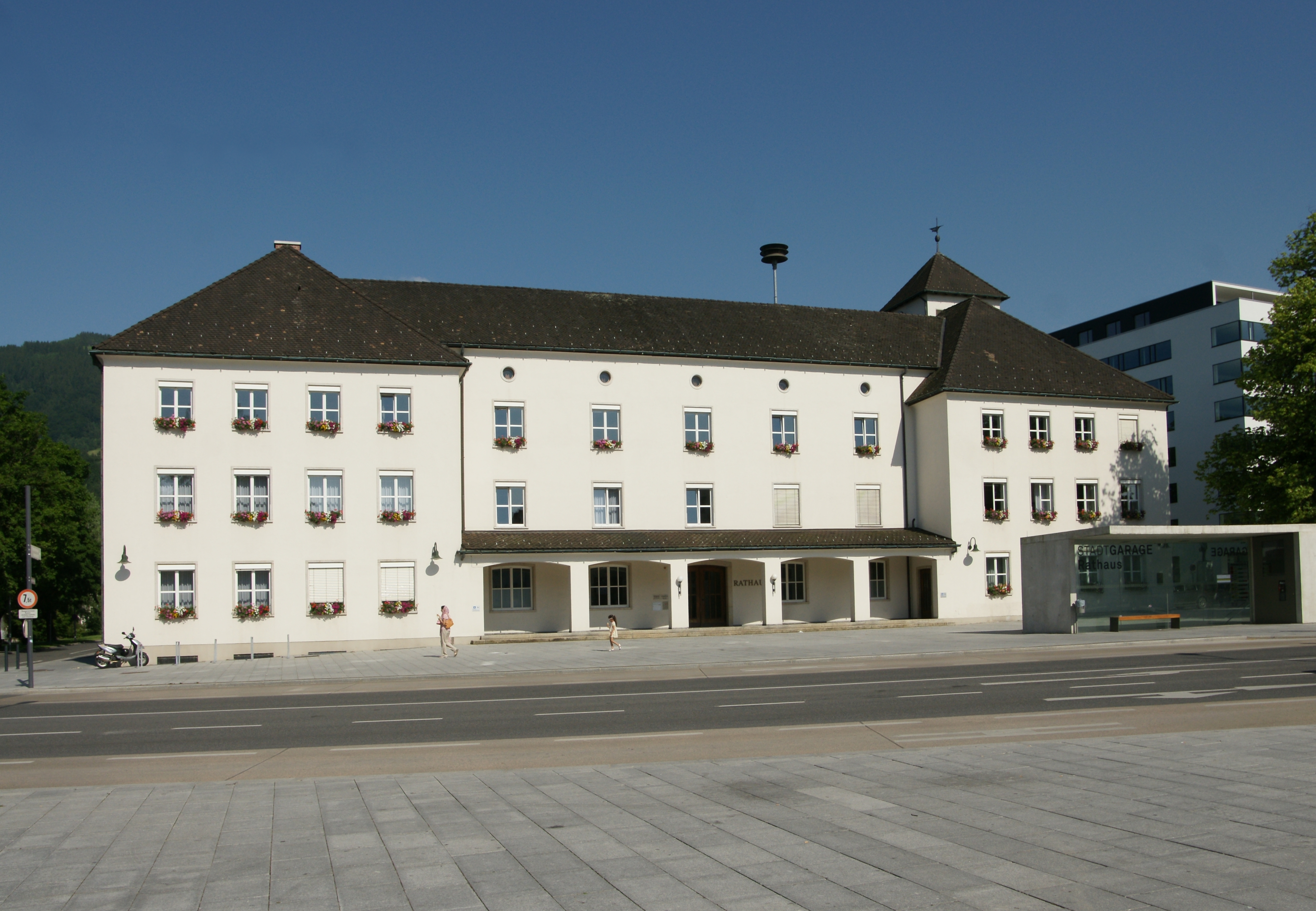
Das Dornbirner „Neue Rathaus“

- 1965–1984 Karl Bohle (ÖVP)[54]
- 1984–1999 Rudolf Sohm (ÖVP)[54]
- 1999–2013 Wolfgang Rümmele (ÖVP)[54][55][56][57]
- 2013–2025 Andrea Kaufmann (ÖVP)[58][59][60]
- seit 2025 Markus Fäßler (SPÖ)[61][60][62][53]

#### Bürgermeister der Stadt Dornbirn seit 1857
als Zeitleiste 2025–1857 (mit gestürzter Zeitskala)
Seit der Angelobung am 9. April 2025 ist Markus Fäßler Bürgermeister der Stadt Dornbirn. Er setzte sich bei den Wahlen 2025 in einer Stichwahl gegen Julian Fässler von der ÖVP durch. Markus Fäßler ist der erste Bürgermeister Dornbirns in der zweiten Republik, welcher nicht aus den Reihen der ÖVP stammt.

### Stadtvertretung
Bei der Gemeindevertretungswahl am 9. März 2025 konnte – wie gesetzlich vorgesehen – gesondert über die Stadtvertretung, bei der die jeweiligen Parteien mit ihrem Spitzenkandidaten antraten, und den Bürgermeister (Direktwahl) bestimmt werden. Zusätzlich konnten noch Vorzugsstimmen innerhalb der gewählten Partei vergeben werden. Daraus resultieren die Abweichungen zwischen Parteienergebnis und Bürgermeisterergebnis. Die stimmenstärkste Partei wurde die ÖVP. Der gewählte Bürgermeister war aber Spitzenkandidat der SPÖ.

| Partei                                                                                                 | Bezeichnung                                     | Mandate | Stimmen | Stimmenanteile |
| --- | ----------------------------------------------- | ------- | ------- | -------------- |
| ÖVP | Julian Fässler – Dornbirner Volkspartei         | 13      | 6.156   | 34,26 %        |
| SPÖ | Markus Fäßler und die Dornbirner SPÖ            | 07      | 3.675   | 20,45 %        |
| FPÖ | Liste Christoph Waibel – Freiheitliche Dornbirn | 08      | 3.719   | 20,70 %        |
| Die Grünen                                                                                             | Dornbirner Grüne – die offene BürgerInnenliste  | 06      | 2.886   | 16,06 %        |
| NEOS                                                                                                   | NEOS Dornbirn                                   | 02      | 1.262   | 7,02 %         |
| KPÖ | KPÖ Dornbirn                                    | 0–      | 272     | 1,51 %         |
| Stimmen und Stimmenanteile sowie Parteibezeichnungen bei der Gemeindevertretungswahl vom 9. März 2025. |                                                 |         |         |                |

### Wahlergebnisse historisch(unvollständig)
| Datum              | Wahlberechtigte | Wahlbeteiligung | ÖVP     | ÖVP   | SPÖ     | SPÖ   | FPÖ     | FPÖ   | KPÖ     | KPÖ  | Offene Bürgerliste Die Grünen | Offene Bürgerliste Die Grünen | Liberales Forum NEOS | Liberales Forum NEOS | Buntkarierten | Buntkarierten | Unabhängige Bürger Liste | Unabhängige Bürger Liste | Heimat aller Kulturen | Heimat aller Kulturen |
| Datum              | Wahlberechtigte | Wahlbeteiligung | Stimmen | %     | Stimmen | %     | Stimmen | %     | Stimmen | %    | Stimmen                       | %                             | Stimmen              | %                    | Stimmen       | %             | Stimmen                  | %                        | Stimmen               | %                     |
| ------------------ | --------------- | --------------- | ------- | ----- | ------- | ----- | ------- | ----- | ------- | ---- | ----------------------------- | ----------------------------- | -------------------- | -------------------- | ------------- | ------------- | ------------------------ | ------------------------ | --------------------- | --------------------- |
| 21. April 1985     | 24.192          | 93,20 %         | 12.980  | 60,22 | 5.193   | 24,09 | 1.408   | 6,53  | 84      | 0,39 | 1.890                         | 8,77                          | —                    | —                    | —             | —             | —                        | —                        | —                     | —                     |
| 1. April 1990      | 25.483          | 91,73 %         | 11.401  | 53,41 | 4.463   | 20,91 | 2.239   | 10,49 | —       | —    | 3.244                         | 15,20                         | —                    | —                    | —             | —             | —                        | —                        | —                     | —                     |
| 2. April 1995      | 26.826          | 90,07 %         | 13.835  | 60,34 | 3.500   | 15,26 | 3.029   | 13,21 | —       | —    | 2.020                         | 8,81                          | 546                  | 2,38                 | —             | —             | —                        | —                        | —                     | —                     |
| 2. April 2000      | 27.844          | 89,27 %         | 12.147  | 53,41 | 4.312   | 18,96 | 3.978   | 17,49 | —       | —    | 1.926                         | 8,47                          | —                    | —                    | 380           | 1,67          | —                        | —                        | —                     | —                     |
| 10. April 2005     | 29.960          | 57,81 %         | 9.407   | 57,68 | 3.765   | 23,09 | 1.324   | 8,12  | —       | —    | 1.725                         | 10,58                         | —                    | —                    | —             | —             | 87                       | 0,53                     | —                     | —                     |
| 14. März 2010      | 33.937          | 54,28 %         | 8.937   | 51,82 | 3.548   | 20,57 | 2.502   | 14,51 | —       | —    | 2.177                         | 12,62                         | —                    | —                    | 83            | 0,48          | —                        | —                        | —                     | —                     |
| 15. März 2015      | 36.134          | 54,2 %          | 8.257   | 44,21 | 3730    | 19,97 | 3.022   | 16,18 | —       | —    | 2.612                         | 13,98                         | 1.057                | 5,66                 | —             | —             | —                        | —                        | —                     | —                     |
| 23. September 2020 | 37.474          | 48,74 %         | 7.526   | 43,53 | 2.403   | 13,90 | 2.058   | 11,90 | —       | —    | 3.436                         | 19,87                         | 1.466                | 8,48                 | —             | —             | —                        | —                        | 400                   | 2,31                  |

### Stadtrat
Der Dornbirner Stadtrat setzt sich aus neun Stadträten (inklusive Bürgermeister und Vizebürgermeister) zusammen. Diese sind, abgesehen vom Bürgermeister, größtenteils nebenberufliche Politiker. Die Aufteilung der Ressorts sowie die Leitung des Stadtrats obliegen dem jeweils amtierenden Bürgermeister.
Derzeit sind im Stadtrat vier Mitglieder der ÖVP, zwei der SPÖ, zwei der FPÖ und einer der Grünen. Die SPÖ stellt dabei den Bürgermeister und die ÖVP den Vizebürgermeister.
| Name                 | Partei | Zuständigkeiten |
| -------------------- | ------ | --- |
| Markus Fäßler        | SPÖ    | Bürgermeister, Finanzen, Personalwesen, Gesundheit, Bildung, Sicherheitswesen, Bürgerbeteiligung, Allgemeine Verwaltung        |
| Alexander Juen       | ÖVP    | Vizebürgermeister, Wirtschaftsangelegenheiten, Vermögens- und Beteiligungsmanagement, Innenstadt, Stadtmarketing und Tourismus |
| Christoph Waibel     | FPÖ    | Hochbau und Wohnungswesen |
| Barbara Röser        | ÖVP    | Sozial- und Gemeinwesen, Senioren, Ehrenamt und Sport                                                                          |
| Johannes Zangerl     | ÖVP    | Stadtentwicklung, Stadt- und Verkehrsplanung, Öffentlicher Personennahverkehr, Digitalisierung und Land- und Forstwirtschaft   |
| Judith Knabl         | SPÖ    | Tiefbau, Rad- und Fußwegverbindungen, Verkehrseinrichtungen, Wasserwirtschaft, Wasserbau und Wildbach- und Lawinenverbauung    |
| Juliane Alton        | Grüne  | Umwelt- und Klimaschutz, Abfallwirtschaft, Europa und Städtepartnerschaften                                                    |
| Gebhard Kröss        | FPÖ    | Energieeffizienz, Energieautonomie und Jugend                                                                                  |
| Valentin Sottopietra | ÖVP    | Familien und Kultur |

### Wappen

Wappen von Dornbirn

Das Dornbirner Wappen stützt sich auf drei rechtliche Grundlagen: Zum einen auf die Verleihung durch die Vorarlberger Landesregierung vom 1. Februar 1929, zweitens auf die Verleihung durch Kaiser Franz Joseph I. vom 28. Februar 1902 infolge der Stadterhebung 1901 und drittens auf den Wappenbrief von Erzherzog Ferdinand Karl vom 23. September 1655 an das Gericht Dornbirn. Es zeigt einen grünen Birnbaum auf rot-weiß-rotem Schild. Der Birnbaum steht demnach für die (falsch verstandene) Bedeutung des Worts „Dornbirn“. Der Schild ist ein Bekenntnis zu den Habsburgern und gleichzeitig eine Abgrenzung von den damaligen Regionalfeinden, den Emsern.

„[…] Darum haben wir […] das im folgenden beschriebene Wappen gnädigst verliehen und gegeben, nämlich einen grünen Birnenbaum in einem weißen und roten (nach Vorbild des österreichischen Bindenschilds) abgeteilten Feld, so wie dieses Wappen und Kleinod als Bild in die Mitte dieses Wappenbriefs gesetzt und mit Farben ausgemalt ist. […]“

### Städtepartnerschaften
- Kecskemét (Ungarn) seit 1993
- Sélestat (Frankreich) seit 2006
- Dubuque (Iowa, Vereinigte Staaten) seit 2013[74]

## Persönlichkeiten

### Ehrenbürger
Der einzige aktuell lebende Ehrenbürger der Stadt Dornbirn ist Altbürgermeister Rudolf Sohm, dem die Ehrenbürgerwürde 1999 verliehen wurde.
Die verstorbenen Ehrenbürger Dornbirns gereiht nach dem Jahr der Verleihung der Ehrenbürgerwürde sind:
- 1894: Johann Georg Waibel (Altbürgermeister)
- 1922: Ferdinand Gierer (Geistlicher Rat und Stadtpfarrer im Hatlerdorf)
- 1935: Karl Drexel (Abgeordneter zum österreichischen Nationalrat)
- 1935: Victor Hämmerle (Großindustrieller)
- 1960: Hermann Rhomberg (Gründungsvater der Dornbirner Messe)
- 1975: Günther Anton Moosbrugger (Altbürgermeister)
- 1983: Karl Bohle (Altbürgermeister)
- 2013: Wolfgang Rümmele[76] (Altbürgermeister)